# Como
Como (pronuncia locale /ˈkoːmo/ ; pronuncia prevalente nel resto d'Italia e dominante in Toscana /ˈkɔːmo/ ; in dialetto comasco Còmm /ˈkɔm/ o, arcaico, Cùmm /ˈkum/) è un comune italiano di 84 774 abitanti, capoluogo dell'omonima provincia, in Lombardia.
Il centro della città è situato sul lungolago, intorno alla piazza del Duomo, uno dei più apprezzati monumenti dell'Italia settentrionale. Il nucleo storico presenta ancora l'aspetto dell'originario castrum romano, con mura medievali ben conservate e grandi torri di difesa. Como attrae turismo internazionale legato allo scenario naturale, ed è ancora - in certa misura - centro industriale basato sull'industria della lavorazione della seta, attività tipicamente comasca.

## Geografia fisica

### Territorio

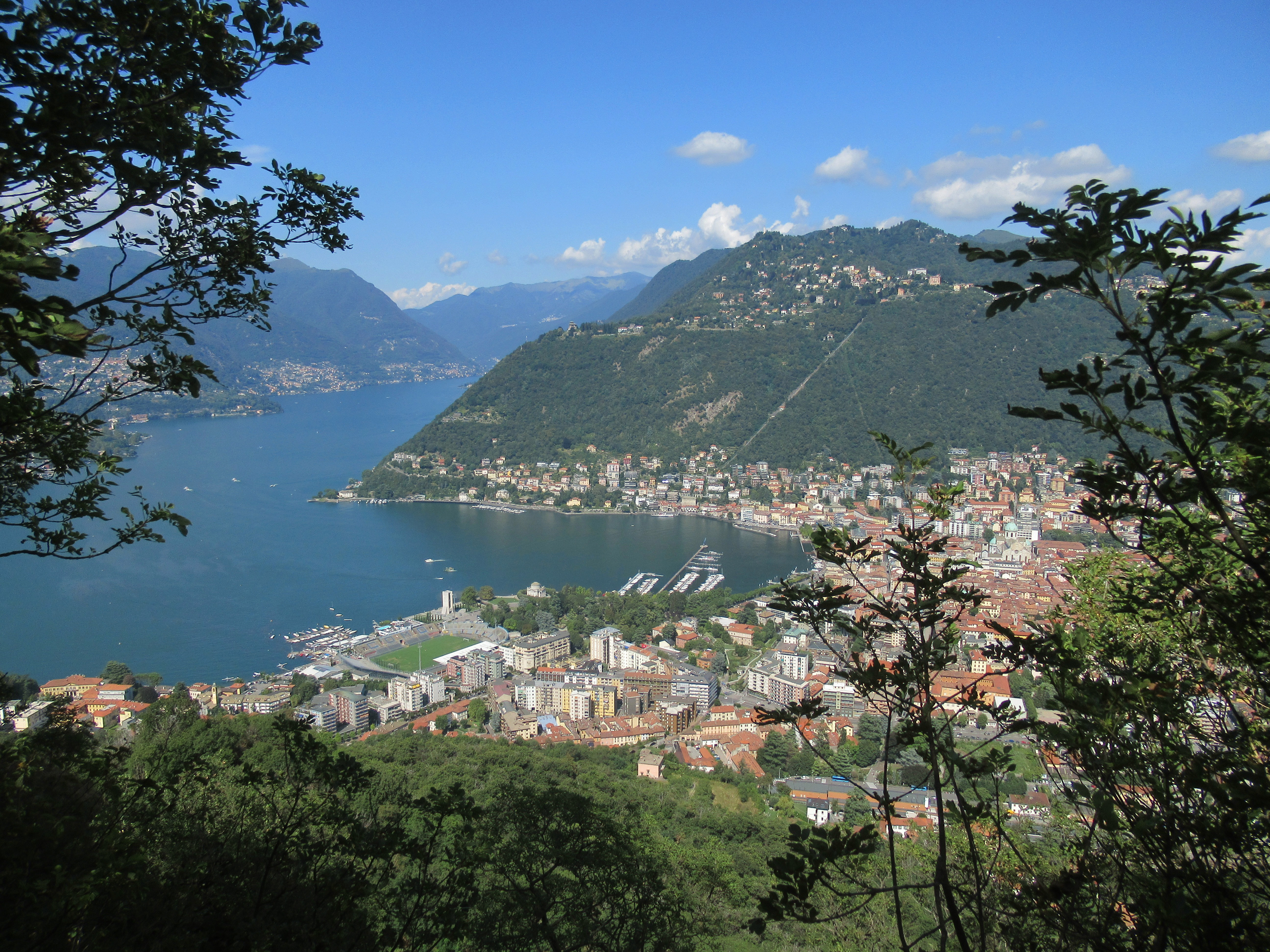
Como e il primo bacino del lago.

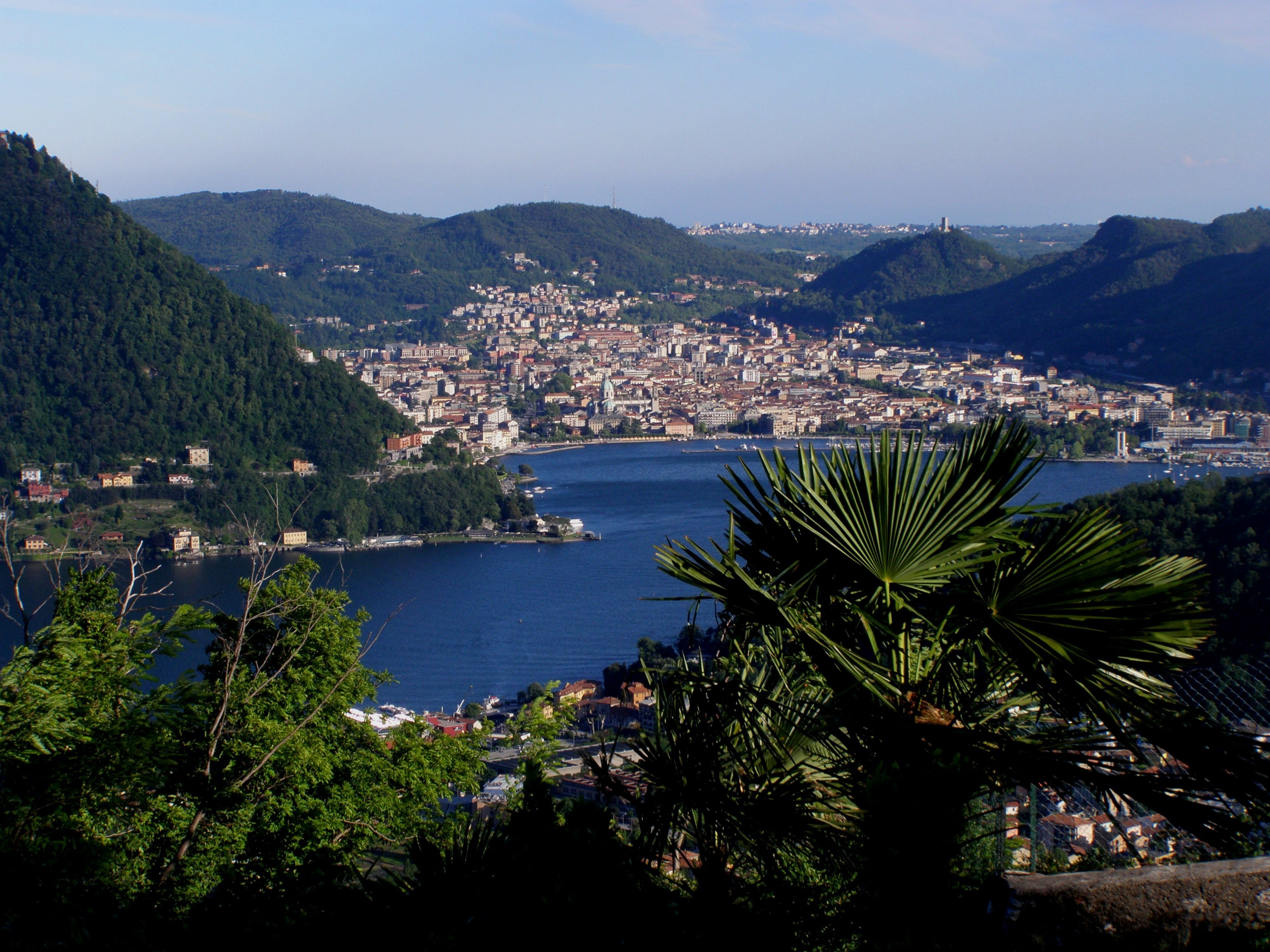
Panorama della città

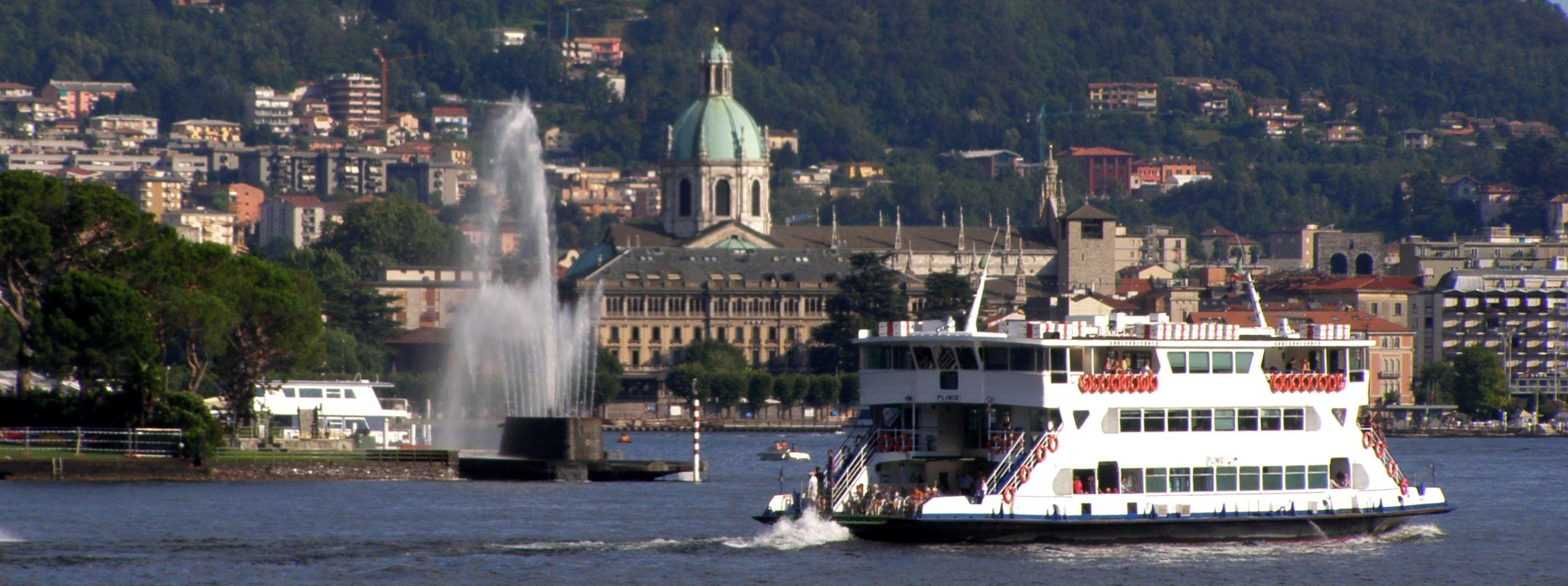
L'entrata del porto con la fontana di Villa Geno

Como è situata sull'estremità meridionale del ramo occidentale del lago di Como (Lario), in una piccola conca circondata da boscose colline moreniche. Al ritiro del ghiacciaio würmiano, la piana, oggi occupata dal centro cittadino, venne progressivamente interrata dai sedimenti portati dal torrente Cosia. Questo breve corso d'acqua nasce dai rilievi a sud del Triangolo Lariano, cinge la città a sud e a ovest scorrendo sotto terra per la maggior parte del percorso, e sfocia nella zona del Pràa Pasquée, anticamente paludosa e destinata a pascolo in epoca longobarda (dal latino altomedievale pascuerium, "zona per il pascolo"), poi bonificata tra Settecento e Ottocento.
Il territorio comunale confina direttamente con la Svizzera, in particolare col Canton Ticino, distretto di Mendrisio, e con il comune elvetico di Chiasso costituisce un'area urbana unica. Il centro cittadino dista circa 40 km da Milano.

### Clima
L'inverno comasco risente relativamente dell'influenza mitigatrice della massa d'acqua lacustre. Le temperature minime di novembre, dicembre, gennaio, febbraio e, a volte, marzo possono scendere normalmente sotto lo zero e sono solitamente accompagnate da un alto tasso di umidità. Del tutto assente è invece la nebbia che caratterizza la vicina Brianza e la Pianura Padana, già in parte presente oltre le colline a sud della cosiddetta "convalle", ovvero del centro della città. La neve è abbastanza frequente, pur discontinua a seconda degli inverni, con valori di nevosità media annua che salgono procedendo dalla convalle (circa 20/30 cm annui) verso i quartieri periferici (circa 40/50 cm annui). Le ultime nevicate di un certo rilievo risalgono al 28 dicembre 2020, al 2 febbraio 2019, al 24 e 25 febbraio 2013, al 13, 14 e 15 dicembre 2012, al 31 gennaio, 1 e 2 febbraio 2012, al 17 dicembre 2010, al 21-22 dicembre 2009, al 2 febbraio e 6-7 gennaio 2009, al 26-27-28 gennaio 2006. Nel febbraio 2012 la neve è rimasta al suolo più a lungo a causa delle bassissime temperature registrate, con valori massimi sotto lo zero anche in centro per quasi una settimana.
L'estate è relativamente calda, per quanto il periodo di massima gradazione sia piuttosto breve (non oltre le due settimane consecutive). Si possono raggiungere in qualche occasione i 35/36 °C. La piovosità è piuttosto elevata, con media intorno ai 1500 mm annui e superiore nei quartieri più settentrionali. La zona presenta spiccata tendenza a fenomeni temporaleschi. Nel territorio comunale si registrano alcune differenze nei valori minimi notturni tra i quartieri, a seconda dell'esposizione o meno alle brezze notturne. Spesso nella stagione estiva durante la mattinata le località lacustri registrano temperature inferiori rispetto all'entroterra per via della brezza di lago, salvo poi uniformarsi durante il pomeriggio grazie alla rotazione del vento.
| Como                               | Mesi | Mesi | Mesi | Mesi | Mesi | Mesi | Mesi | Mesi | Mesi | Mesi | Mesi | Mesi | Stagioni | Stagioni | Stagioni | Stagioni | Anno  |
| Como                               | Gen  | Feb  | Mar  | Apr  | Mag  | Giu  | Lug  | Ago  | Set  | Ott  | Nov  | Dic  | Inv      | Pri      | Est      | Aut      | Anno  |
| ---------------------------------- | ---- | ---- | ---- | ---- | ---- | ---- | ---- | ---- | ---- | ---- | ---- | ---- | -------- | -------- | -------- | -------- | ----- |
| T. max. media (°C)                 | 6,6  | 8,8  | 12,7 | 19,0 | 23,0 | 27,0 | 29,5 | 28,5 | 23,6 | 18,0 | 11,6 | 7,7  | 7,7      | 18,2     | 28,3     | 17,7     | 18,0  |
| T. min. media (°C)                 | −1,0 | 0,0  | 4,0  | 8,0  | 13,0 | 16,0 | 18,1 | 17,5 | 13,0 | 8,0  | 4,0  | −0,5 | −0,5     | 8,3      | 17,2     | 8,3      | 8,3   |
| Precipitazioni (mm)                | 69   | 76   | 117  | 107  | 161  | 134  | 85   | 136  | 116  | 125  | 129  | 63   | 208      | 385      | 355      | 370      | 1 318 |
| Giorni di pioggia                  | 6    | 6    | 8    | 9    | 12   | 10   | 7    | 9    | 7    | 7    | 8    | 6    | 18       | 29       | 26       | 22       | 95    |
| Eliofania assoluta (ore al giorno) | 3,2  | 3,7  | 4,5  | 5,4  | 5,4  | 6,7  | 7,6  | 6,9  | 5,6  | 4,4  | 3,0  | 3,1  | 3,3      | 5,1      | 7,1      | 4,3      | 5,0   |

## Origini del nome
La Como conquistata dai Romani nel 196 a.C. è chiamata da Tito Livio Comum oppidum. Gaio Giulio Cesare rifonderà la città nel 59 a.C. battezzandola Novum Comum. Il toponimo Comum (сомvм) è la forma latina dell'originale Comm utilizzato dalla popolazione locale dei Comenses e mantenuto fino ai nostri giorni nel dialetto comasco. Deriva dalla radice celtica Koimo che significa "Abitato". Nel tardo Quattrocento è attestato anche l'esonimo in lingua tedesca, Kam, che a sua volta deriva direttamente da Comm.

## Storia

### Antichità

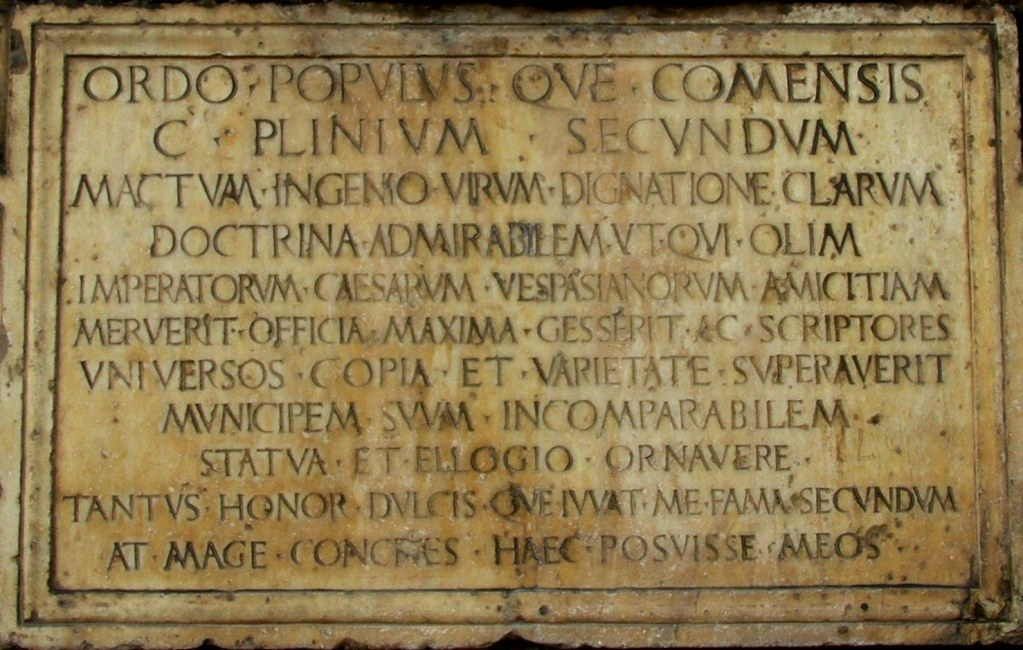
Targa in pietra che ricorda come Plinio il Vecchio e Plinio il Giovane siano nati a Como

Gli autori classici, a cominciare da Plinio il Vecchio che riporta le parole di Origines, un'opera di Catone il Censore andata dispersa, attribuiscono la fondazione di Como alla stirpe degli Orobi. Numerosissime sono le testimonianze archeologiche venute alla luce a partire dal XIX secolo. Esse ci attestano nel primo millennio a.C. il fiorire di una civiltà, chiamata cultura di Golasecca, che colloca il comprensorio protourbano di Como, soprattutto a partire dalla metà del VII secolo a.C. fino alle invasioni galliche del IV secolo a.C., come centro di un vasto territorio, culturalmente uniforme, esteso da Bergamo fino al Ticino. In questi secoli Como, che non era ubicata nella sede attuale, ma più a sud, dove oggi è localizzata la frazione di Prestino, sviluppò una civiltà che viene chiamata comense o della Ca' morta, dal nome della necropoli comasca, dove Como trova il suo ruolo di intermediazione commerciale e culturale tra la civiltà villanoviana e le civiltà celtiche d'oltralpe (cultura di Hallstatt).
In epoca romana Como era uno dei due terminali della via Novaria-Comum, strada romana che metteva in comunicazione i municipia di Novaria (Novara) e Comum (Como) passando per Sibrium (Castel Seprio). Da Como passava anche la via Regina, strada romana che collegava il porto fluviale di Cremona (la moderna Cremona) con Clavenna (Chiavenna) passando da Mediolanum (Milano).

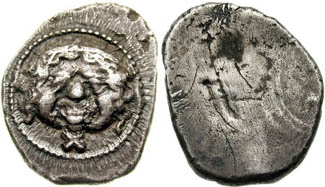
Dracma d'argento etrusca rinvenuta a Prestino

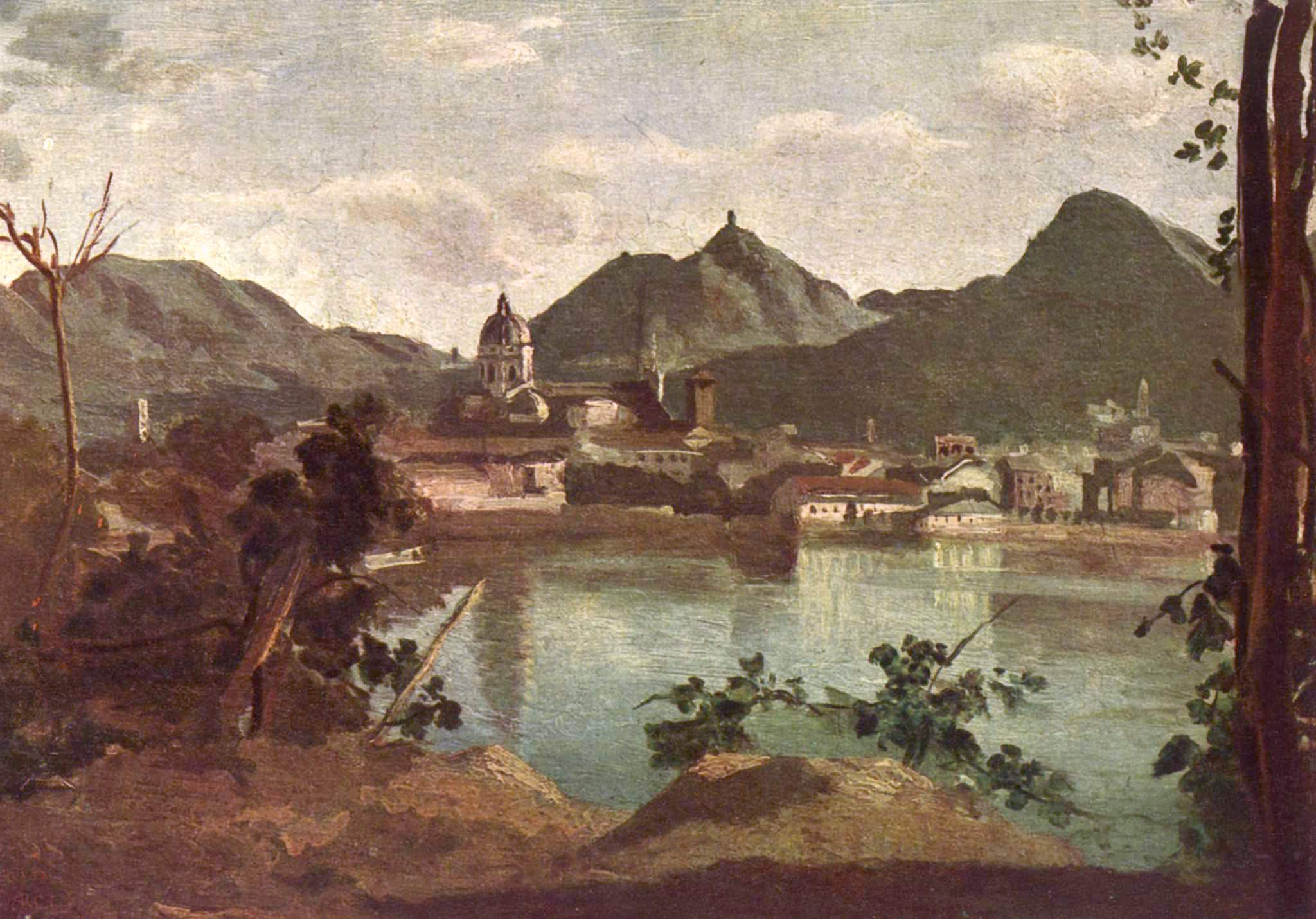
Como in un dipinto di Jean-Baptiste Camille Corot del 1834

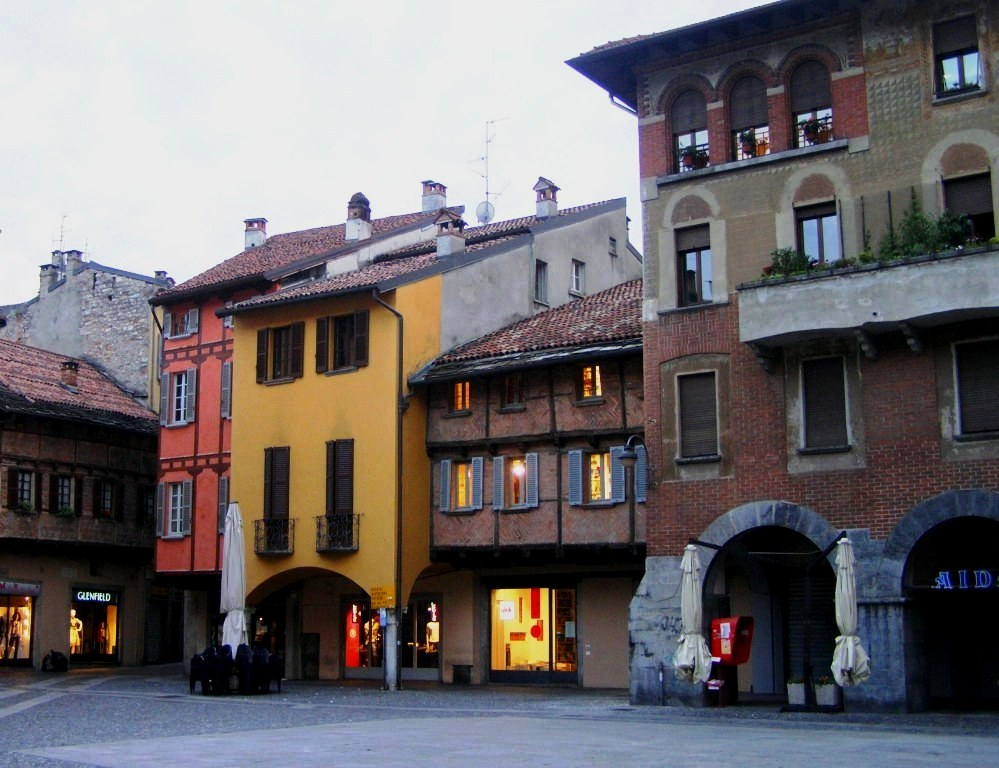
La piazza medioevale di San Fedele

A partire dal IV secolo a.C. l'abitato di Como si andò spopolando e le sue necropoli esaurendo. Con l'arrivo dei Galli, che scardinano il sistema preesistente, Como perse la sua importanza ed entrò in un periodo di declino. Rimane insoluto il problema dell'ubicazione del Comum oppidum, il centro comasco conquistato dai Romani nel 196 a.C. È possibile che, pur ridotto di dimensioni, si limitasse a occupare un'area sulle colline che gravitano intorno a Prestino alle pendici del monte Croce.
Nel 196 a.C. la Gallia Cisalpina venne definitivamente conquistata dal console Marco Claudio Marcello il quale stipulò un foedus aequum per legare in un'alleanza i vinti a Roma, concedendo lo ius Latii. In seguito a una terribile invasione dei Reti, nell'89 a.C., per volere di Pompeo Strabone l'antico oppidum fu ricostruito, rispettando la precedente locazione sulle colline, e riorganizzato amministrativamente, come il resto della regione, attraverso la Lex Pompeia de Transpadanis.
Nel 77 a.C. nel villaggio furono insediati 3 000 coloni per iniziativa di Gaio Scipione, forse soldati destinati a prevenire le scorrerie dei barbari. Nel 59 a.C. Cesare, in vista di una probabile espansione transalpina e considerando il territorio comense strategicamente importante per la difesa della penisola, fece varare la Lex Vatinia con la quale si fece autorizzare a fondare una colonia. Cesare fece allora bonificare l'area prospiciente il lago deviando i torrenti Cosia, Valduce e Fiume Aperto e vi insediò 5 000 coloni tra cui 500 greci che ottennero anche la cittadinanza romana, ai quali si fa ricondurre l'origine etimologica di località come Corenno (Corinto), Lenno e Lemna (Lemnos), Nesso (Nasso). A costituire una delle prime aree oggetto di colonizzazione sarebbe stato l'odierno quartiere della Coloniola, che fino al 1127 costituì un borgo fortificato a sé stante.
Nel 49 a.C. Como divenne un municipium. Durante il I secolo d.C. la crescita cittadina fu aiutata dalle donazioni di Plinio il Vecchio e Plinio il Giovane, entrambi comaschi, che fecero erigere una biblioteca e uno spazio termale, oltre che due ville sul lago oggi non più esistenti. Nel 354 venne esiliato sul Lario il futuro imperatore Flavio Claudio Giuliano. A Como terminavano due strade romane, la via Bergomum-Comum, che giungeva da Bergamo e la via Novaria-Comum, che congiungeva Novaria (Novara) con Como passando per Sibrium (Castelseprio).
L'area lariana — grazie alla vicinanza con Milano, già segnata dalla presenza cristiana in epoca apostolica, alla presenza di centri urbani di antica data quali la stessa Como e Licini Forum e alla presenza di vivaci vie di comunicazione — fu evangelizzata molto presto. Si ritiene infatti che san Fedele di Como, ucciso nei pressi di Sorico (CO), sia il più antico martire non vescovo dell'intera Italia transpadana; e la diocesi di Como, fondata ufficialmente nel 386, ebbe ben presto vescovi nativi, non solo della città ma anche dei luoghi circostanti, segno questo di un cristianesimo ormai ben radicato.
Como fu attivamente interessata dallo scisma tricapitolino o scisma dei Tre Capitoli (in greco antico τρία κεφάλαια, trîa kephálaia), una divisione all'interno della Chiesa avvenuta tra i secoli VI e VII, causata da un folto gruppo di vescovi, per lo più occidentali, che interruppero le relazioni con gli altri vescovi e con il papa, rifiutando le decisioni del Concilio di Costantinopoli II del 553. La separazione durò circa un secolo e mezzo e interessò un vasto territorio, comprendente Italia del Nord, Dalmazia e Illirico.
Molti vescovi dell'Italia settentrionale, della Gallia e del Norico, non accettarono l'imposizione del concilio voluto da Giustiniano, anche perché già durante il concilio di Calcedonia, nel 451, i teologi antiocheni erano stati riammessi nelle loro sedi e la vicenda doveva essere chiusa. Pertanto, questi vescovi non si considerarono più in comunione con gli altri vescovi che avevano accettato supinamente la decisione imperiale. Tra questi "ribelli" all'autorità imperiale e conciliare c'erano i vescovi Ausano e Macedonio, a capo rispettivamente delle province ecclesiastiche di Milano e di Aquileia. Il loro dissenso si acuì ulteriormente ai tempi del successore di papa Vigilio, papa Pelagio I (556–561), il quale, dopo tentativi di chiarimento e persuasione, invitò Narsete a ridurre lo scisma con la forza. Narsete non volle però obbedire alla richiesta del papa.
Frattanto la Chiesa di Aquileia si era resa gerarchicamente indipendente e il suo vescovo Paolino I (557–569) fu nominato Patriarca dai suoi suffraganei (568: patriarcato autonomo) per sottolineare la propria autonomia.
Le altre diocesi dipendenti dal metropolita di Aquileia (dei due, quello che aveva la sua sede proprio ad Aquileia longobarda) rimasero scismatiche. In particolare la diocesi di Como, il cui vescovo sant'Abbondio aveva avuto un ruolo diplomatico importante proprio durante la preparazione del concilio di Calcedonia, recise il rapporto di dipendenza dall'arcidiocesi di Milano e Como divenne suffraganea di Aquileia. La diocesi comense venera ancora oggi, con il titolo di santo, un vescovo, Agrippino (vescovo dal 607 al 617), che si mantenne in modo intransigente su posizioni scismatiche in opposizione anche alla sede romana. La Diocesi di Como rimase suffraganea del Patriarcato di Aquileia fino al 1789.

### Medioevo
Durante l'Alto Medioevo Como subì l'invasione dei Goti prima e dei Longobardi poi; nel 951 scese in Italia l'imperatore Ottone I e tra i suoi sostenitori vi era anche Gualdone, vescovo di Como.
Durante il periodo comunale, Como fu contesa tra le famiglie rivali dei Rusca (o Rusconi) e dei Vitani. In seguito alla guerra decennale (1118–1127) tra Como e Milano, nonostante i comaschi disponessero di una forte flotta, formata da navi lunghe circa 30 metri e dotate di torri di legno e rostri, il 27 agosto 1127 Como venne assediata dalle forze milanesi, le mura e le abitazioni distrutte, gli abitanti dispersi.

#### Alleanza col Barbarossa
Como non fece parte della Lega Lombarda contro il Sacro Romano Impero. Anzi, fu proprio grazie all'alleanza con i tedeschi che la città poté aspirare all'egemonia perduta. Con l'aiuto dell'imperatore Federico I Barbarossa, nel 1158, il Comune ricostruì la città distrutta dai milanesi il 27 agosto 1127, riedificò e ampliò le mura di difesa con le sue imponenti torri di Porta Torre, San Vitale e Porta Nuova (o Torre Gattoni). Restaurò quindi il Castel Baradello, potenziandolo con la costruzione della poderosa torre e delle altre strutture. Nel 1159 ospitò lo stesso Barbarossa con la consorte Beatrice di Borgogna, di passaggio sul Lario.

Lo stemma di Como durante il Primo Impero francese

In questi anni Como ebbe la sua vendetta partecipando alla distruzione di Milano nel 1162 e dell'Isola Comacina nel 1169, piccola roccaforte lacustre alleata dei milanesi nella guerra decennale.
Con un diploma datato 25 ottobre 1167, Federico Barbarossa donò alla Chiesa e alla Comunità di Como — in premio della loro fedeltà — il Castel Baradello e la Torre di Olonio a Sorico.

#### Periodo visconteo
Con Azzone Visconti Como entrò definitivamente nell'orbita viscontea.
Alla morte di Gian Galeazzo Visconti, avvenuta nel 1402, Franchino II Rusca tentò di instaurare a Como una signoria personale.
Seguì un periodo di devastazioni e stragi fino al 1416 quando Como si consegnò a Filippo Maria Visconti. Alla morte di quest'ultimo (1447) Como conobbe un breve periodo d'indipendenza con la sua "Repubblica di Sant'Abbondio", che durò tuttavia solo fino al 1450, quando la città si sottomise a Francesco Sforza, duca di Milano.

### Età moderna e contemporanea

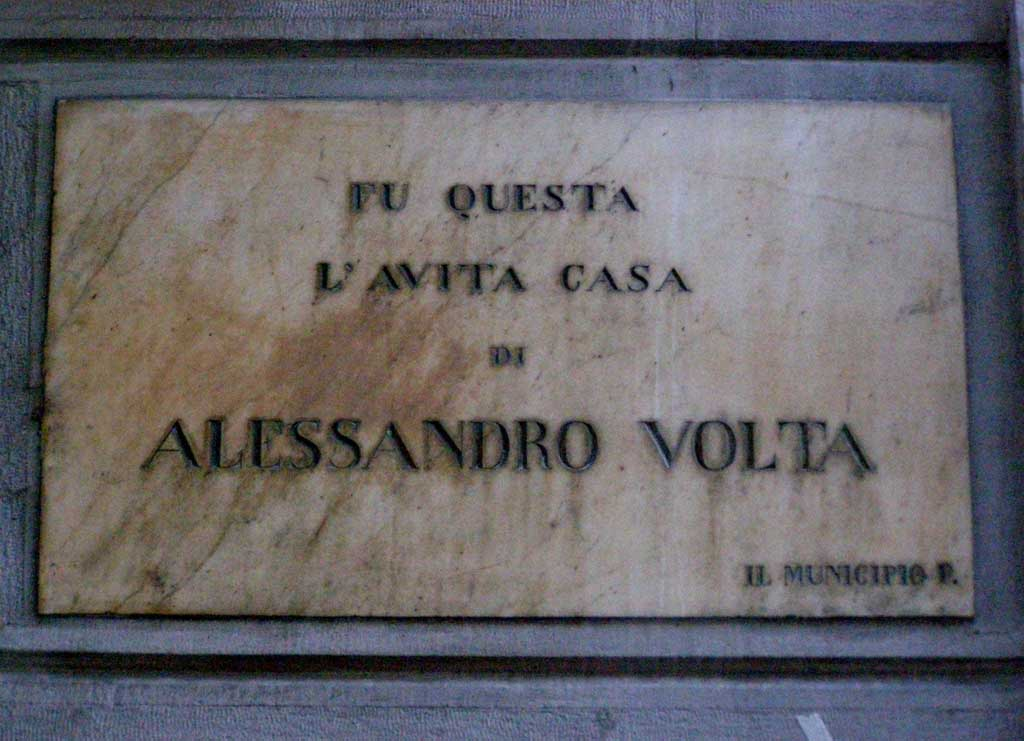
La casa natale di Alessandro Volta

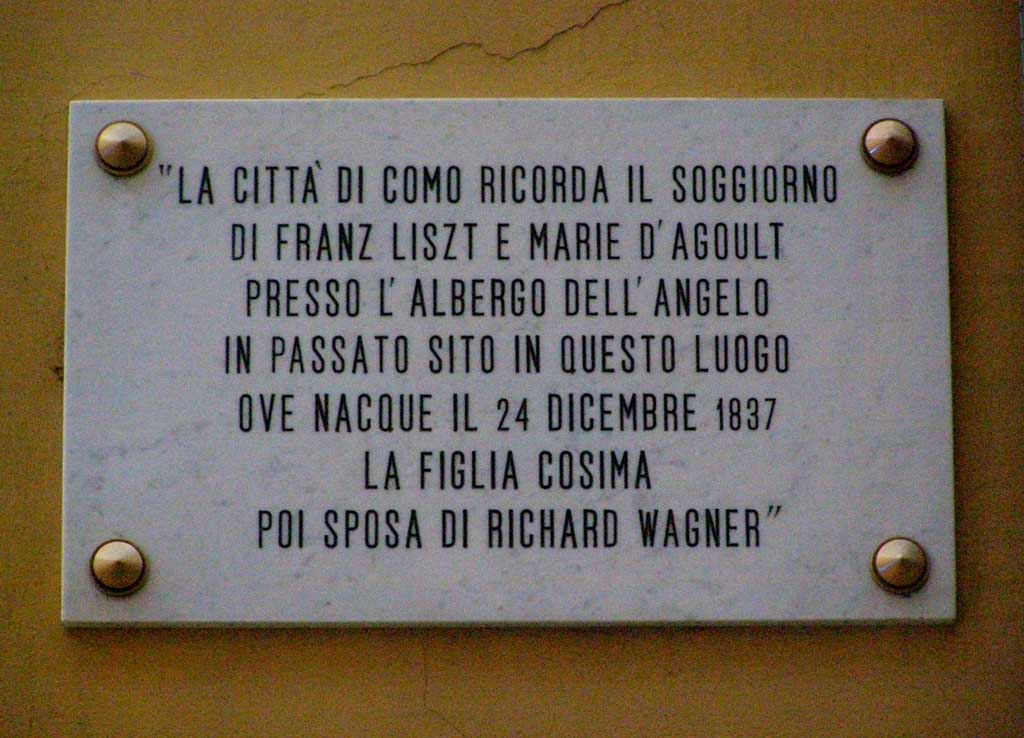
Targa in ricordo di Cosima Wagner

Nell'ottobre del 1525 Como veniva occupata da don Pedro Arias, inviato da Antonio de Leyva, con 200 spagnoli, che smantellarono tra l'altro il Castel Baradello. Nel 1694 venne ordinato sacerdote a Como il gesuita Giovanni Girolamo Saccheri, padre delle geometrie non euclidee. Da allora Como seguì le sorti del Ducato di Milano e del Regno Lombardo-Veneto.
Nel 1768 il fisico Giulio Cesare Gattoni eresse in città il primo parafulmine italiano. Nel 1797 arrivò Napoleone, che a Villa Saporiti annunciò la costituzione della Repubblica Cisalpina, mentre il 24 dicembre 1837 nacque la figlia di Franz Liszt, Cosima, futura moglie di Richard Wagner. Il 27 maggio 1859, in seguito alla battaglia di San Fermo, Giuseppe Garibaldi al comando dei Cacciatori delle Alpi liberò la città dall'occupazione austriaca.
Nel 1899 Como ospitò una grande Esposizione Voltiana per celebrare il 1º centenario dell'invenzione della pila da parte di Alessandro Volta (1745-1827), suo più illustre cittadino.
In occasione del 1º centenario della morte di Alessandro Volta, a Como venne organizzato il Congresso internazionale dei fisici del 1927 che aprì ufficialmente l'era della meccanica quantistica nella comunità scientifica internazionale. Fu l'ultima occasione in cui la città ospitò un evento di portata mondiale. Sei anni più tardi, Albert Einstein arrivò in città per visitare il museo Voltiano.
Durante la seconda guerra mondiale Como venne risparmiata dai bombardamenti.
Nell'aprile del 1945 la città fu teatro della fuga e delle vicende legate all'arresto e alla fucilazione di Benito Mussolini e dell'epilogo del regime fascista.
Al referendum istituzionale del 2 e 3 giugno 1946, l'elettorato del comune di Como votò secondo gli umori nazionali, assegnando il 54,5% alla Repubblica e il 45,4% dei voti alla monarchia.
Nell'estate del 1949 si tenne in città una conferenza a cui partecipò anche Enrico Fermi (lo stesso Fermi nel 1954 tenne sul lago, a Villa Monastero di Varenna, la sua ultima seduta pubblica).
Gli anni cinquanta e sessanta vengono ricordati per l'operato del sindaco Lino Gelpi, che fece di tutto per abbellire la città, smantellando lo scalo merci delle Ferrovie dello Stato (1965) realizzando al suo posto il parco a lago e creando la passeggiata di Villa Olmo. Coprì inoltre il torrente Cosia con una strada a grande scorrimento — la cosiddetta "tangenziale" — per cercare di liberare il centro dalla morsa del traffico.
Nel 1981 per impedire la costruzione del carcere del Bassone le "brigate operaie", durante la cosiddetta "notte dei fuochi", disseminarono la città di bombe che furono disinnescate dall'artificiere Luigi Carluccio, che perse la vita con l'esplosione dell'ultima bomba. Una lapide ne ricorda il sacrificio sul luogo dell'esplosione.

### Simboli
Stemma

Gonfalone civico

Lo stemma è stato riconosciuto con decreto del capo del governo del 17 aprile 1936.
Gonfalone
Il gonfalone, concesso con D.P.R. del 9 marzo 1979, è un drappo di bianco riccamente ornato di ricami d'oro.
Bandiera
La bandiera di Como è una croce bianca in campo rosso (araldicalmente parlando, di rosso alla croce d'argento).
È una bandiera comune a molte città ghibelline dell'alta Italia, ma le sue origini vanno ricercate nell'antichissima blutfahne (lett. "bandiera di sangue"), una bandiera di identica foggia usata da sempre dagli imperatori romano-germanici sui campi di battaglia.

### Onorificenze
La città di Como è "la seconda tra le 27" città decorate con Medaglia d'Oro come "Benemerite del Risorgimento nazionale" per le azioni altamente patriottiche compiute dalla città nel periodo del Risorgimento, con speciale riferimento alla insurrezione del 1848 e alla battaglia di San Fermo.

## Monumenti e luoghi d'interesse

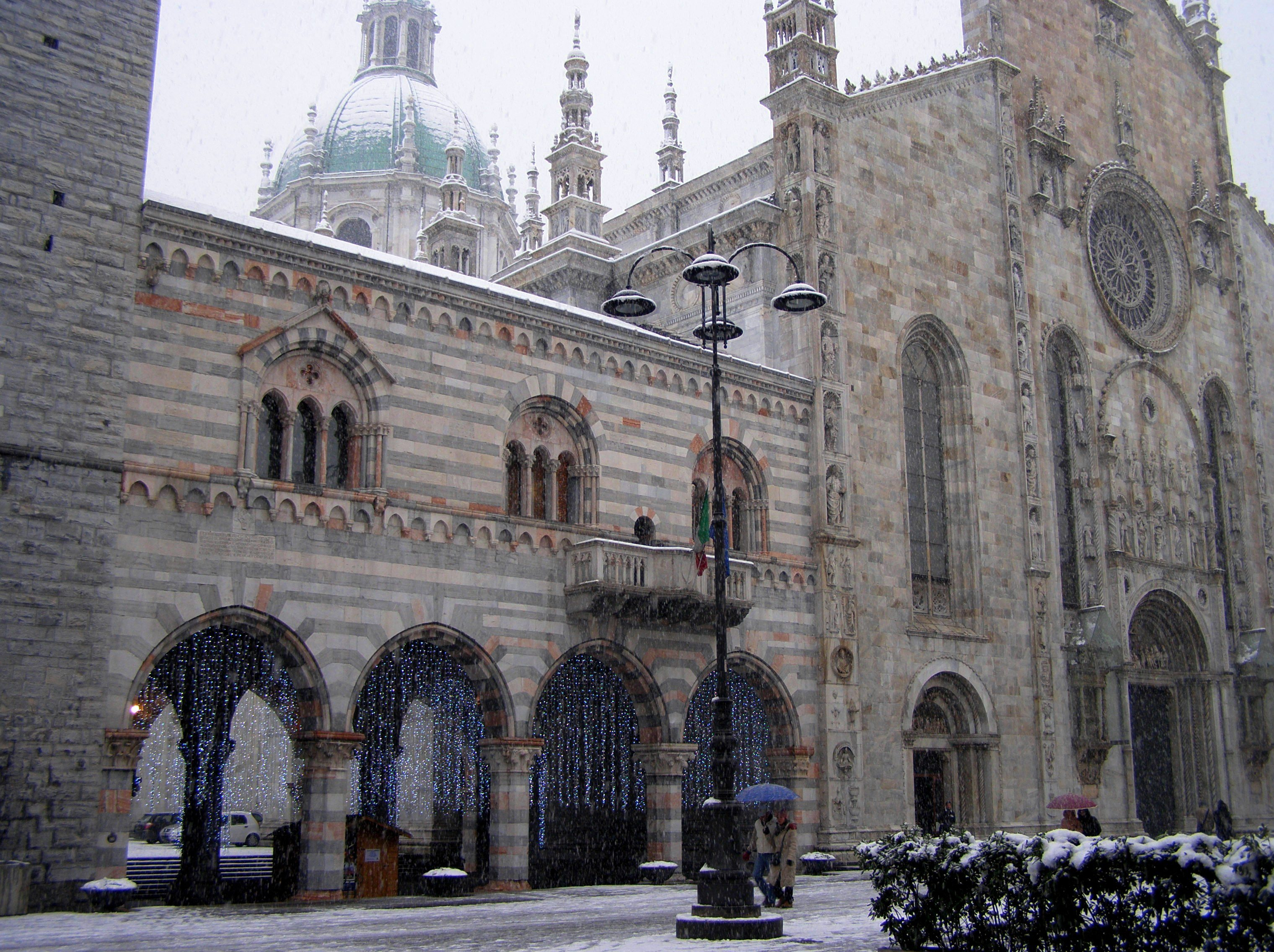
Piazza del Duomo e il "Broletto" sotto la neve

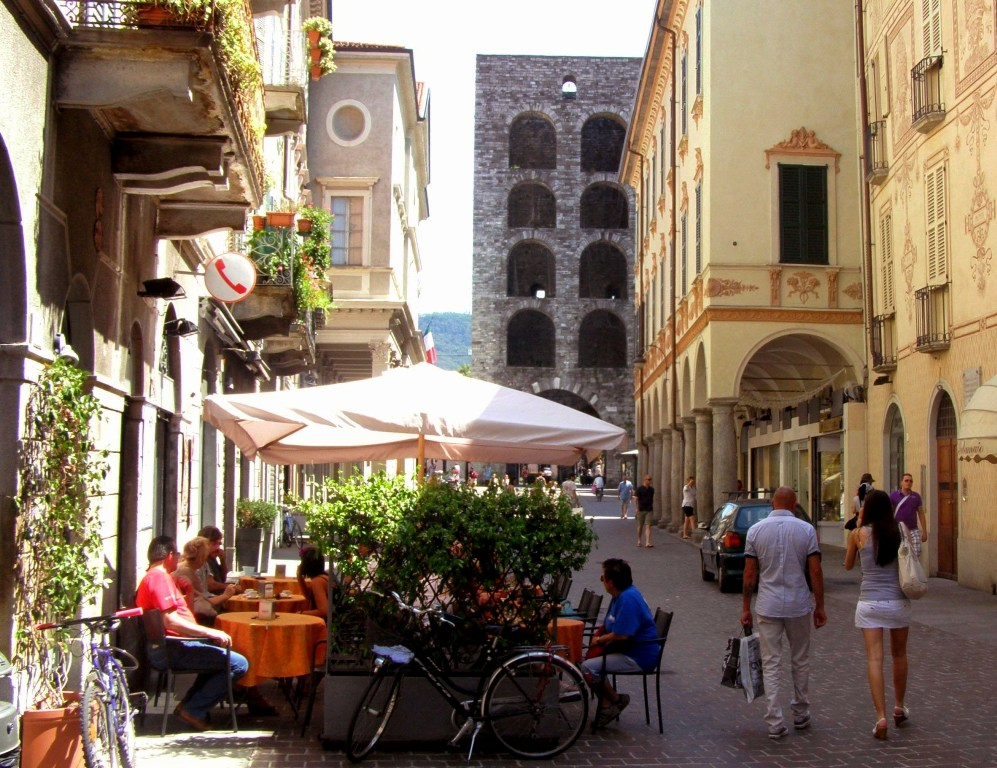
La torre di Porta Vittoria, all'ingresso del centro storico

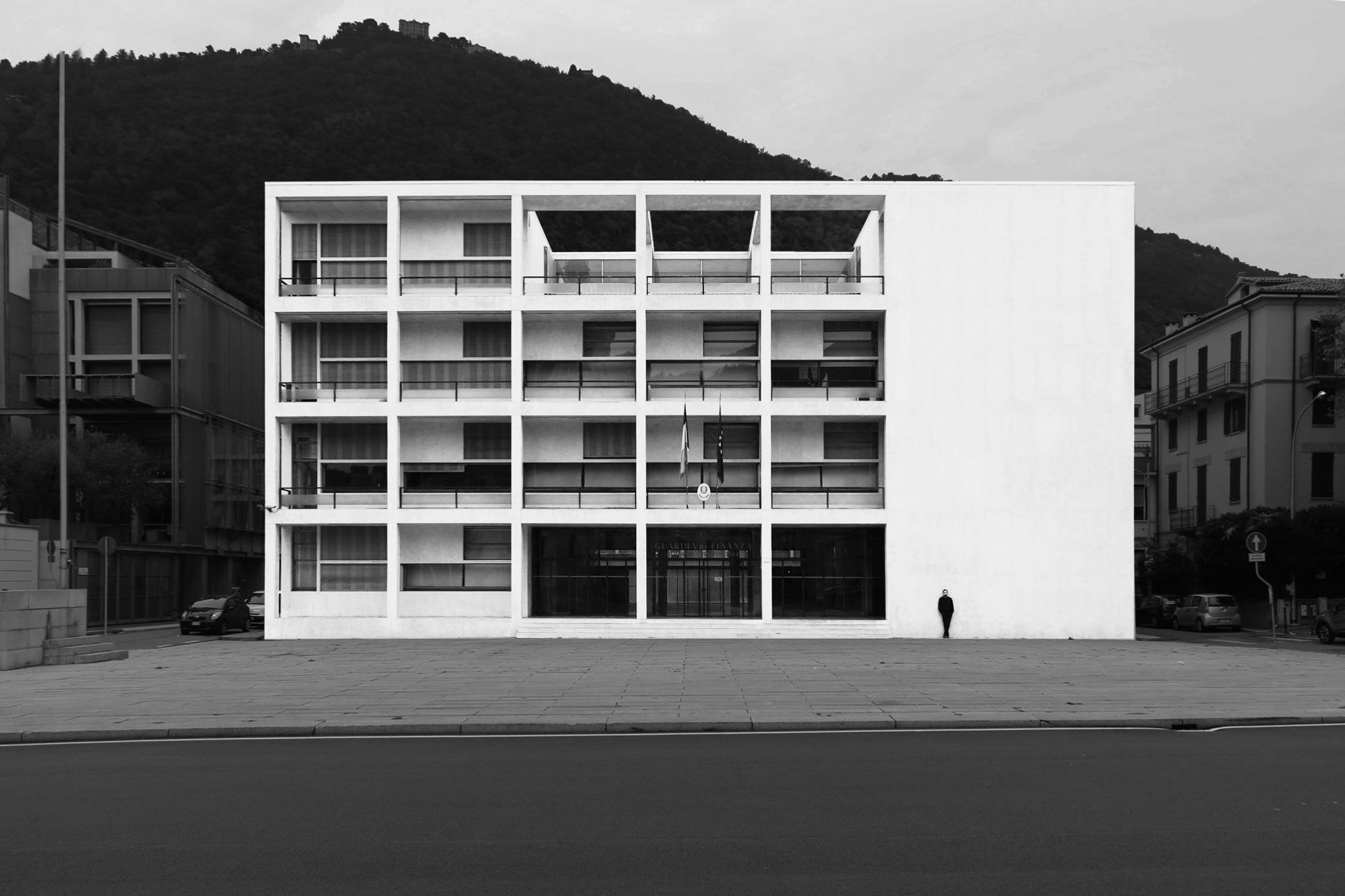
La "Casa del Fascio", opera razionalista di Giuseppe Terragni

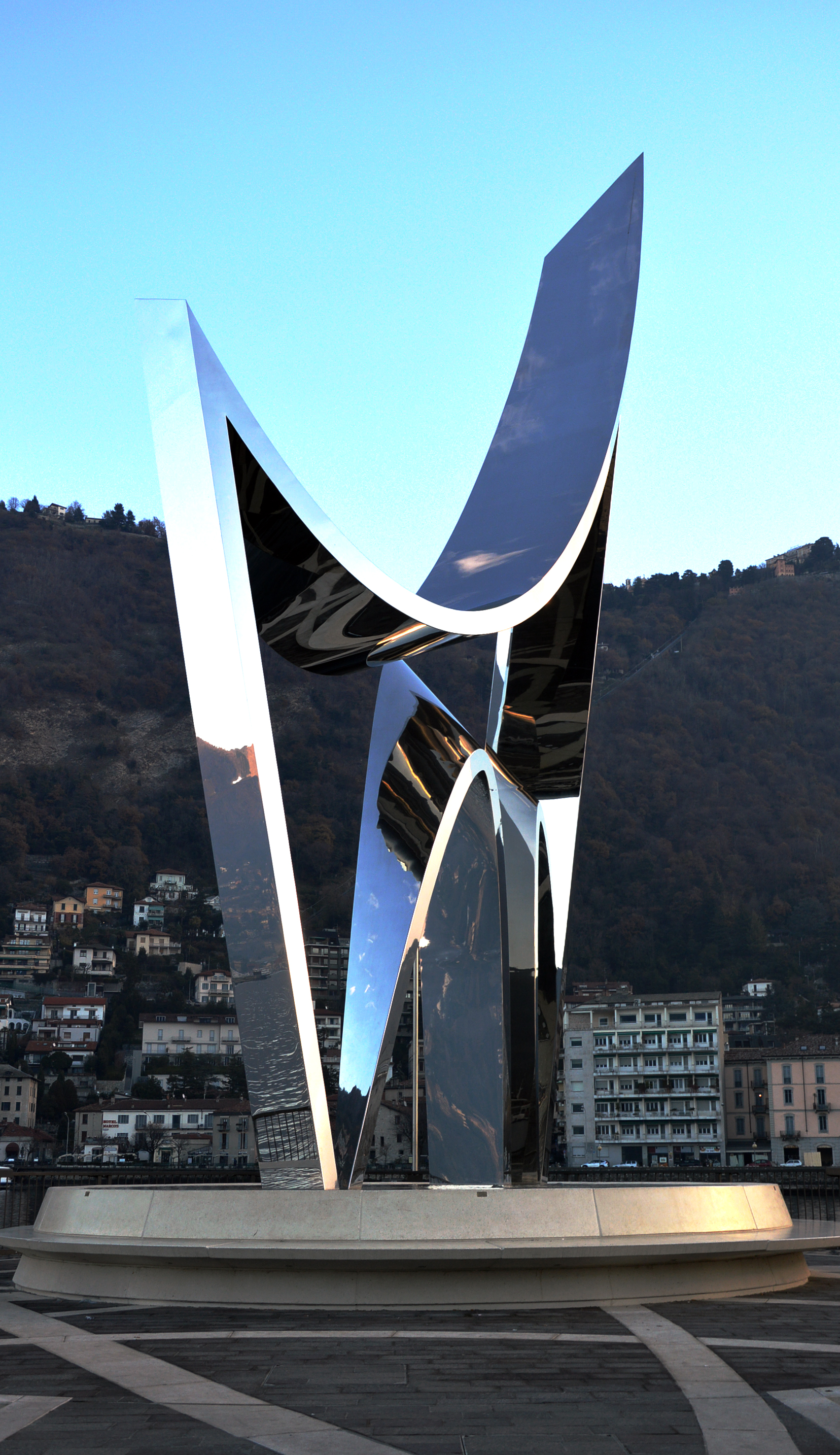
The life Electric, opera di Daniel Libeskind in omaggio allo scienziato comasco Alessandro Volta

Per la storia della diffusione della fede cattolica e degli edifici sacri vedi anche il testo Terre del Ticino. Diocesi di Lugano.

### Architetture religiose
- Basilica di San Carpoforo, romanica.
- Basilica di Sant'Abbondio (architettura romanica fra le maggiori d'Italia con affreschi del XIV secolo).
- Chiesa dei SS. Cosma e Damiano, XI secolo, sconsacrata, all'interno del complesso di Sant'Abbondio.
- Basilica di San Fedele, romanica.
- Duomo di Como (costruito tra il XIV e il XVIII secolo il quale detiene il titolo di Cattedrale).
- Basilica di San Giorgio, trecentesca, ricostruita in epoca barocca, custodisce importanti affreschi romanici.
- Chiesa di Sant'Agostino che conserva la tela della Nascita di Maria del Morazzone.
- Chiesa di San Giacomo, alle spalle del Broletto (XI secolo), non più officiata.
- Santuario del Ss. Crocifisso.[25]
- Chiesa di S. Eusebio, riedificata nel Cinquecento.
- Chiesa del Gesù, della compagnia dei Gesuiti, cinquecentesca (architettura controriformista a navata unica).
- Chiesa di San Donnino, di epoca barocca.
- Chiesa dei SS. Giuliano e Ambrogio, seicentesca.
- Chiesa di Santa Cecilia, inglobata nel ginnasio Alessandro Volta, dai fastosi interni barocchi con notevoli capolavori in stile rococò di Andrea Lanzani e Filippo Abbiati.
- Eremo di San Donato.

#### Rovine
- Resti della chiesa di San Lazzaro (1130), che già nel 1192 si trovava nei pressi di un lazzaretto.[26]

### Architetture civili
- Broletto (municipio del comune medievale).
- Villa Olmo.
- La sede del conservatorio cittadino, già Ospedale grande di sant'Anna, completato nel 1485.
- Tempio voltiano (museo Alessandro Volta).
- Palazzo Novocomum (o "Transatlantico"), opera del razionalismo italiano (di Giuseppe Terragni).
- Casa del Fascio, opera del razionalismo italiano (di Giuseppe Terragni).
- Monumento ai caduti (di Giuseppe Terragni).
- Asilo Sant'Elia, opera del razionalismo italiano (di Giuseppe Terragni).
- Liceo classico e scientifico Alessandro Volta, fondato nel 1773 con sede nell'edificio neoclassico progettato da Simone Cantoni.

### Architetture militari
- Castel Baradello, medievale.
- Mura di Como, romane e medievali.

### Siti archeologici
- Necropoli della Ca' morta.
- Prestino, scavi di via Isonzo.
- Rondineto, Camere scavate nella roccia.
- Brecciago, strutture dell'insediamento protostorico.
- Terme romane, viale Lecco.
- Villa romana, via Zezio.[27]
- Resti delle mura cittadine romane:
  - Porta Pretoria,[28][29][30]
  - cortile scuola media Parini,
  - via C. Cantù,
  - sotterranei ex setificio di via Carducci,
  - Via Cinque giornate 59[31].
- Cerchio votivo, nei pressi del cantiere del nuovo Ospedale Sant'Anna (Montano Lucino, località Tre Camini).

### Aree naturali
- Oasi del Bassone-Torbiera di Albate

### Altro
- Monumento alla Resistenza europea
- The Life Electric, monumento disegnato da Daniel Libeskind.
- Statua a Giuseppe Garibaldi, scolpita nel 1899 da Vincenzo Vela a ricordo della liberazione della città dalla dominazione austro-ungarica, evento al quale si rifà il nome della piazza che ospita questo monumento (piazza Vittoria).[32] In origine, la statua si trovava sul lato opposto della piazza,[33] ed era rivolta in direzione di San Fermo, luogo dell'omonima battaglia vinta dai garibaldini.
- Statua ad Alessandro Volta, scolpita nel 1838 da Pompeo Marchesi[34] in onore dell'inventore della pila, al quale è dedicata anche la piazza che ospita questo monumento.[35] Il basamento, realizzato da Francesco Durelli[34], ospita bassorilievi che rappresentano alcune invenzioni e scoperte di Volta (l'eudiometro, l'elettrometro condensatore e le indagini sul metano)[36].
- Fontana di Camerlata

## Società

### Evoluzione demografica
Abitanti censiti

La città si trova al centro di un agglomerato urbano che comprende i comuni limitrofi inoltrandosi fin nella vicina Svizzera. A est, la conurbazione raggiunge il circondario erbese. La popolazione sommata di questa trentina di comuni supera le 215 000 unità. Se a essa si aggiunge l'area urbana della vicina Lecco (quasi attaccata a quella di Erba), l'area sfiorerebbe i 320 000 abitanti, creando così un'area e una macrocittà che per popolazione risulterebbe la terza della Lombardia, subito dietro le aree metropolitane di Milano e Brescia.

### Etnie e minoranze straniere
Al 31 dicembre 2023 gli stranieri residenti nel comune erano 11 986, ovvero il 14,34% della popolazione. Di seguito sono riportati i gruppi più consistenti:
- Filippine 1066
- Romania 953
- Sri Lanka 810
- El Salvador 733
- Ucraina 719
- Albania 573
- Turchia 503
- Cina 481
- Pakistan 474

- Nigeria 451

### Tradizioni e folclore

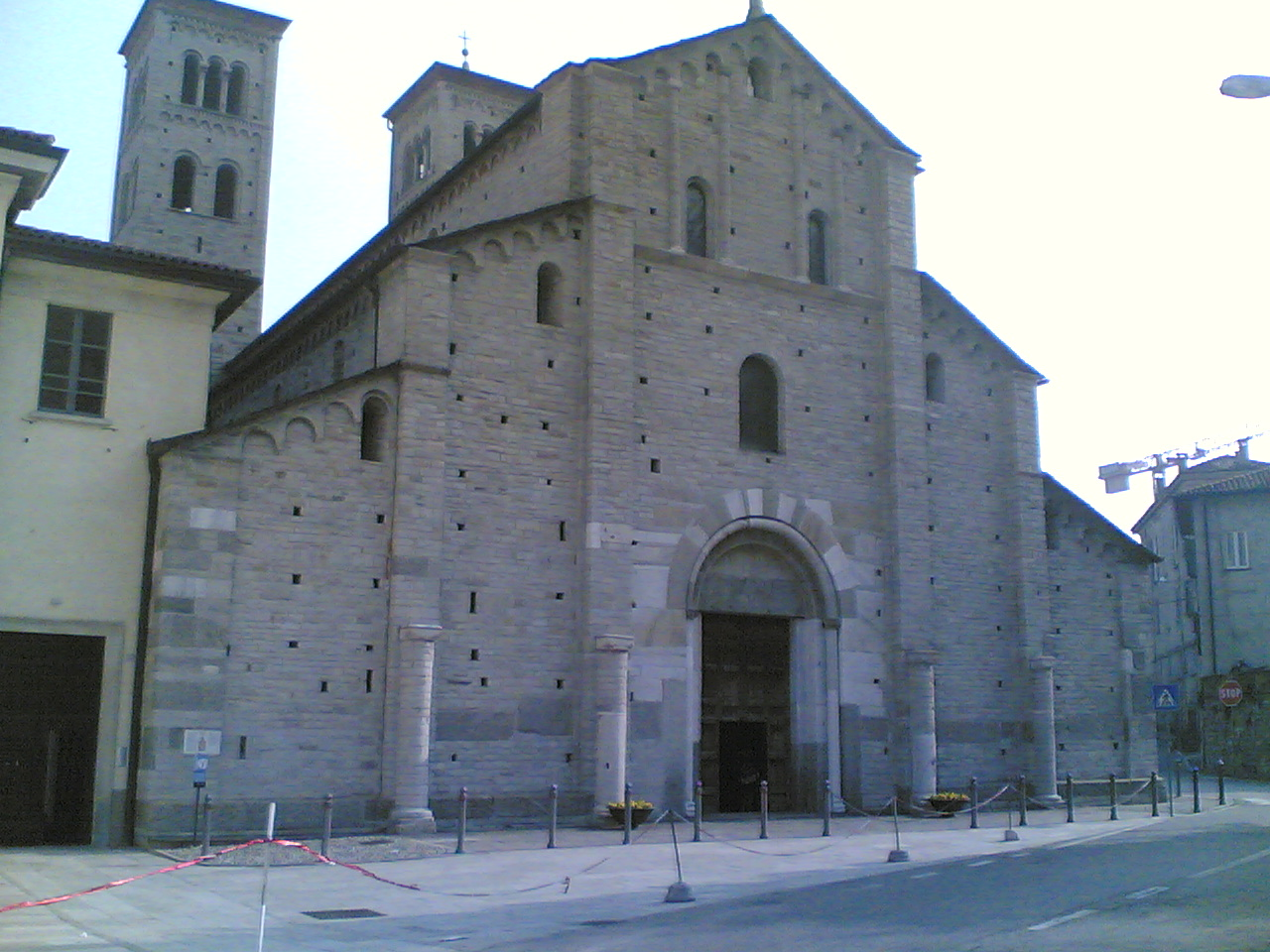
Basilica di Sant'Abbondio

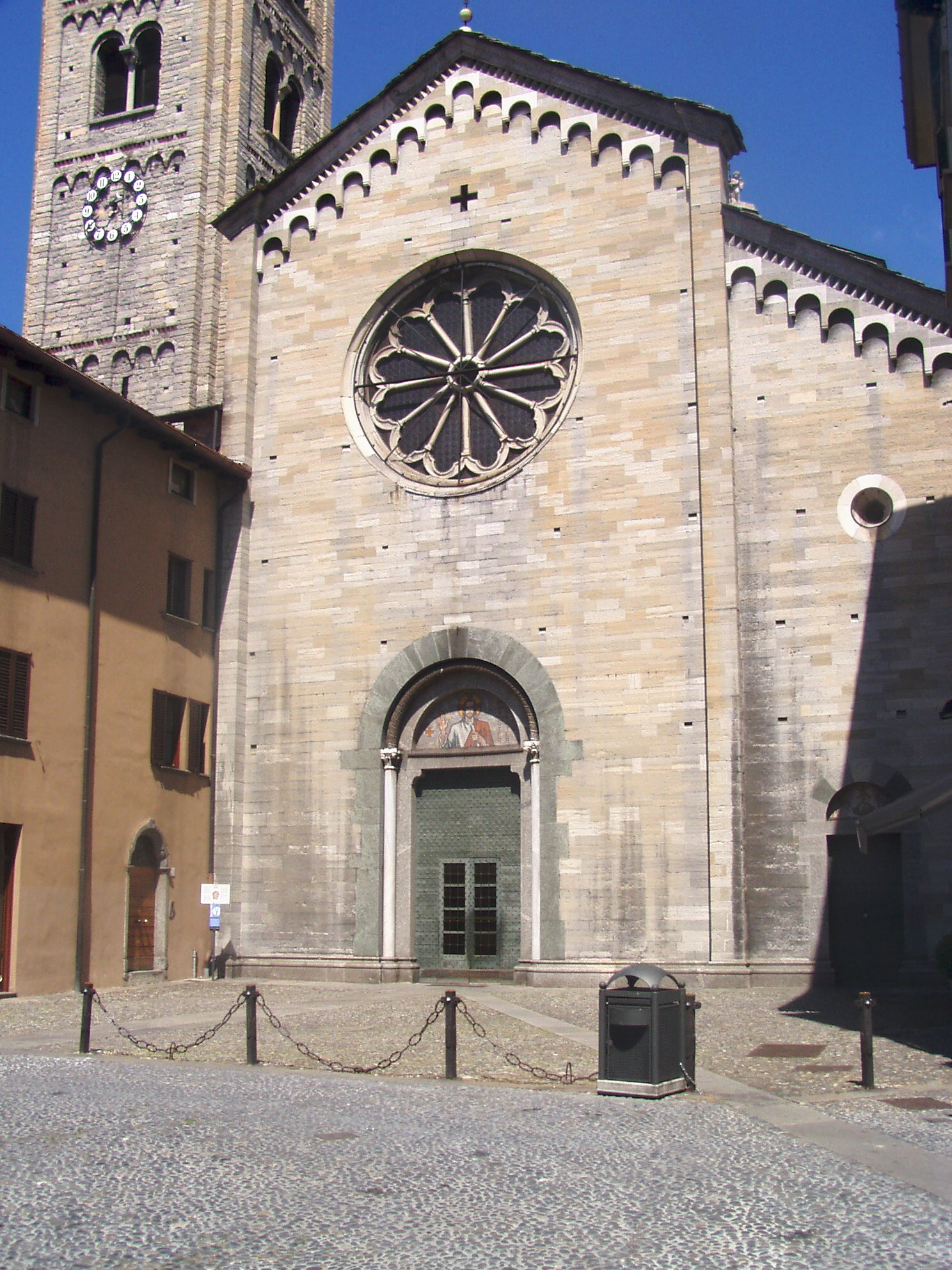
La basilica di San Fedele

#### La festa di Sant'Abbondio
Quella di Sant'Abbondio è la festa patronale di Como, che si celebra il 31 agosto nella chiesa omonima. La tradizionale fiera ha luogo nei pressi della basilica ed è animata da iniziative come la degustazione dei piatti tipici, la vendita dei prodotti artigianali e, lungo le mura della città, la mostra zootecnica, con esposizione di decine di animali come mucche, tori e vitelli provenienti dagli allevamenti della provincia. All'inizio la fiera era una semplice festa contadina che usava benedire le mucche; questa tradizione è ancora oggi mantenuta.

#### Il Santissimo Crocifisso
La venerazione del Crocifisso è collegata alla processione del Venerdì santo (che, però, fino agli anni sessanta del XX secolo si svolgeva il giorno precedente) e al cosiddetto "anello del miracolo". Durante la processione del Giovedì santo del 25 marzo 1529, infatti, la tradizione vuole che l'immagine del Crocifisso, al passaggio davanti alla chiesa di San Bartolomeo, abbia spezzato le catene che il governatore spagnolo aveva eretto per timore di un'imboscata da parte dei francesi, azione che fu subito considerata come miracolosa dai presenti e in seguito riconosciuta come tale dalla Chiesa locale nel 1608. Il Crocifisso viene esposto alla venerazione dei fedeli tutti gli anni dal martedì della Settimana Santa fino al Venerdì santo nella chiesa che in origine era dedicata alla Vergine Annunciata (officiata dai monaci celestini) e oggi è il santuario del Santissimo Crocifisso, e baciata da migliaia di fedeli. La devozione di andà a basà ul Crucifiss (o semplicemente andà a basà) costituisce una delle tradizioni devozionali più radicate nel comasco. Il Venerdì Santo, il crocifisso è poi portato in processione lungo le vie di Como, con la partecipazione del vescovo locale. Lungo le mura del centro storico ha luogo la tradizionale fiera, che dal giovedì prima di Pasqua anima la città con centinaia di ambulanti provenienti da tutta Italia, evento tradizionalmente molto popolare fra i cittadini comaschi

#### La Sagra di San Giovanni Battista
La celebrazione di san Giovanni Battista vede la rievocazione delle guerre medievali lariane, combattute sul lago nel 1169 e che videro l'esercito comasco, alleato di Federico Barbarossa, opposto alla roccaforte dell'Isola Comacina, alleata di Milano. Ogni anno, il sabato sera più vicino al 24 giugno, ha luogo l'incendio dell'isola sotto forma di uno spettacolo pirotecnico. La flotta della navigazione, con orchestra e ballo a bordo, salpa da Como alla volta dell'isola caricando centinaia di passeggeri. La sfilata dei battelli rievocherebbe l'arrivo dell'esercito comasco e della sua flotta. Inoltre per ricordare l'arrivo dell'imperatore Barbarossa in città, dal 1980 si svolge il Palio del Baradello che termina con una regata di barche sul lago nel mese di settembre.

#### La festa di Sant'Antonio abate
Ogni 17 gennaio, festa di Sant'Antonio abate, davanti alla chiesa di Sant'Agostino, ha luogo la benedizione delle automobili e degli animali. Sul sagrato si svolgeva fino a qualche anno fa la minuscola fiera a base di dolciumi e castagne (tipiche anche le castagne bianche da mangiare col latte). Una nota particolare merita la Pampara, sorta di bastone decorato con dolci e piccoli giochi per bambini, oggi in disuso.

#### La cannonata delle ore 12
Dal 1912 su iniziativa della Pro Como ogni giorno, alle ore 12:00 in punto, si può sentire distintamente in tutta l'area urbana che si affaccia sul lago un colpo di cannone sparato a salve che scandisce lo scoccare del mezzogiorno. Il cannone di origine austriaca è situato alle pendici di Brunate in località Carescione, visibile durante la salita con la funicolare verso il paese che sovrasta la città.   Il poeta Filippo Tommaso Marinetti, legato indissolubilmente alla città lariana, fu folgorato dalla visione del cannone, tanto che dedicò a quest'ultimo la celebre poesia che darà poi alla città il soprannome ancora in uso oggi, anche se in maniera largamente minore.
si squaglia nel suo stesso vapore

È Como il Forno d’Italia, che brucia e dell’uomo fa fiamma

Ogni ora è fusa, il progresso cuoce e già forgia

Tra l’acqua e tra il fuoco il cannone

spara in alto il futuro

della nostra gloriosa nazione»
(Gli indomabili, Filippo Tommaso Marinetti)

#### Il santuario della Madonna del Prodigio di Garzola
Il santuario conserva al suo interno un'immagine sacra di Maria Santissima con il Bambino che è venerata col titolo di Nostra Signora del Prodigio e che papa Giovanni XXIII elesse patrona dei naviganti. La preziosa effigie bizantina è legata a un fatto prodigioso avvenuto il 12 settembre 1669 nel mare Adriatico. Una nobile famiglia, fuggitiva da Candia, in viaggio verso Venezia durante una terribile tempesta vide galleggiare il quadro sacro in mezzo ai flutti, lo ripescò, chiese protezione alla sacra immagine ed evitò il naufragio; fu considerata per questo protettrice dei naviganti.
Nel 2008 il vescovo Diego Coletti fece collocare sul tetto del santuario della Madonna del Prodigio la statua dorata della Madonna un tempo sulla cuspide della chiesa dell'ex seminario: ora la Madunina de Comm veglia sull'intera città.

### Istituzioni, enti e associazioni
A Como e sul suo territorio sono presenti alcune benemerite associazioni:
- La Società archeologica comense, attiva dal 1902, si occupa di divulgare le memorie storiche e archeologiche della città tramite la pubblicazione della prestigiosa rivista.

#### Ospedali
Como e la sua provincia sono servite da due strutture ospedaliere principali:
- Ospedale Sant'Anna, trasferito nella nuova struttura situata nel comune di San Fermo della Battaglia il 3 ottobre 2010.
- Ospedale Valduce, situato nella città.

Non lontano dal Centro, in località Monte Olimpino, è collocata la storica clinica privata Villa Aprica.

### Qualità della vita
Secondo l'indagine ISTAT diffusa il 28 agosto 2008 sugli indicatori ambientali urbani dei 111 comuni capoluogo di provincia relativi all'anno 2007, Como è stata classificata al 78º posto dopo Vibo Valentia e prima di Bari.

## Cultura

### Istruzione

#### Scuole

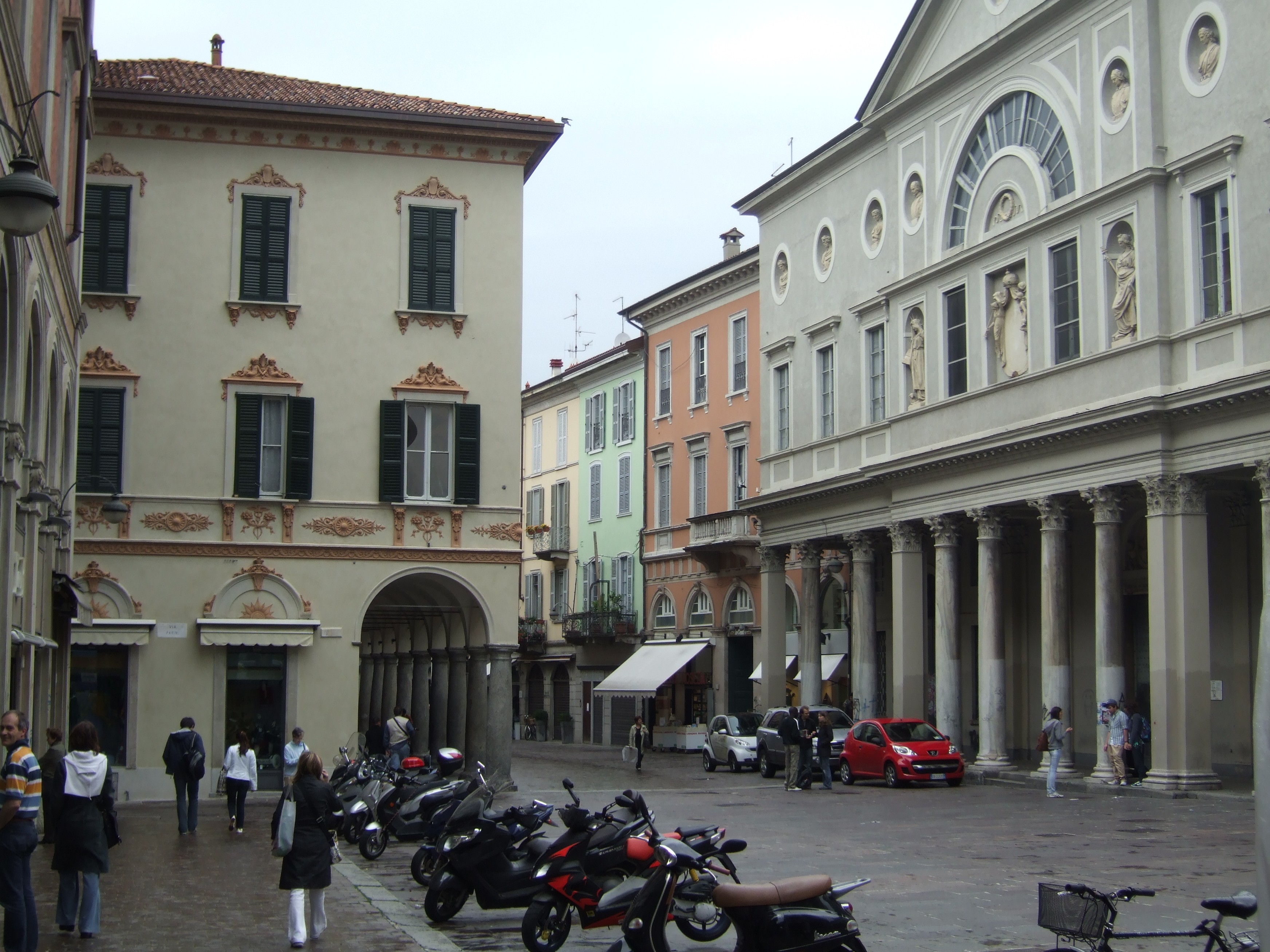
Il liceo Alessandro Volta, opera di Simone Cantoni

Nel comune sono presenti istituzioni prescolastiche, scolastiche di primo grado e di secondo grado, inferiore e superiore. Quelle di secondo grado superiore comprendono 2 licei classici, 2 licei delle scienze umane, 4 licei scientifici, 5 licei linguistici,1 liceo musicale, 1 liceo artistico, 6 istituti tecnici, 3 istituti professionali, 5 centri di formazione professionale (CFP).

#### Università degli Studi e Alta formazione
Como è sede universitaria dal 1987, anno di avvio dei primi corsi del Diploma a fini speciali in Informatica Gestionale avviato dal Politecnico di Milano. Dal 1989 è sede di regolari corsi di laurea in ingegneria gemmati appunto dal politecnico milanese oltre che in scienze e più tardi in giurisprudenza, gemmati dall'Università degli studi di Milano. Dal 1998 questi ultimi corsi confluiscono nell'Università degli Studi dell'Insubria insieme agli analoghi corsi di Varese; Dallo stesso anno a Como ha sede (insieme con Varese) il Rettorato dell'Università degli Studi dell'Insubria. Il Politecnico di Milano disponeva di un proprio polo territoriale con sede a Como, chiuso nel 2019.
Per quanto riguarda le arti e la musica Como è sede sia di un Conservatorio di Musica intitolato a Giuseppe Verdi sia di un'accademia di belle arti.
- Il Conservatorio di Musica "Giuseppe Verdi" di Como è il più giovane fra i quattro conservatori situati in Lombardia, essendo nato nel 1982 come sezione staccata del Conservatorio di Musica "Giuseppe Verdi" di Milano. L'Istituto ha acquisito propria autonomia nel 1996.
- L'Accademia di Belle Arti "A. Galli" di Como è un'istituzione privata, nata nel 1989 e riconosciuta dal Ministero dell'Università.
- L'Istituto Superiore per Interpreti e Traduttori F. Casati, nato nel 1989 e trasformatosi nel 2002 in Scuola Superiore Mediatori Linguistici F. Casati di Como abilitata dal Ministero dell'Università a rilasciare lauree triennali in mediazione linguistica.

#### Musei
- Museo archeologico Paolo Giovio
- Museo storico Giuseppe Garibaldi
- Pinacoteca
- Tempio voltiano

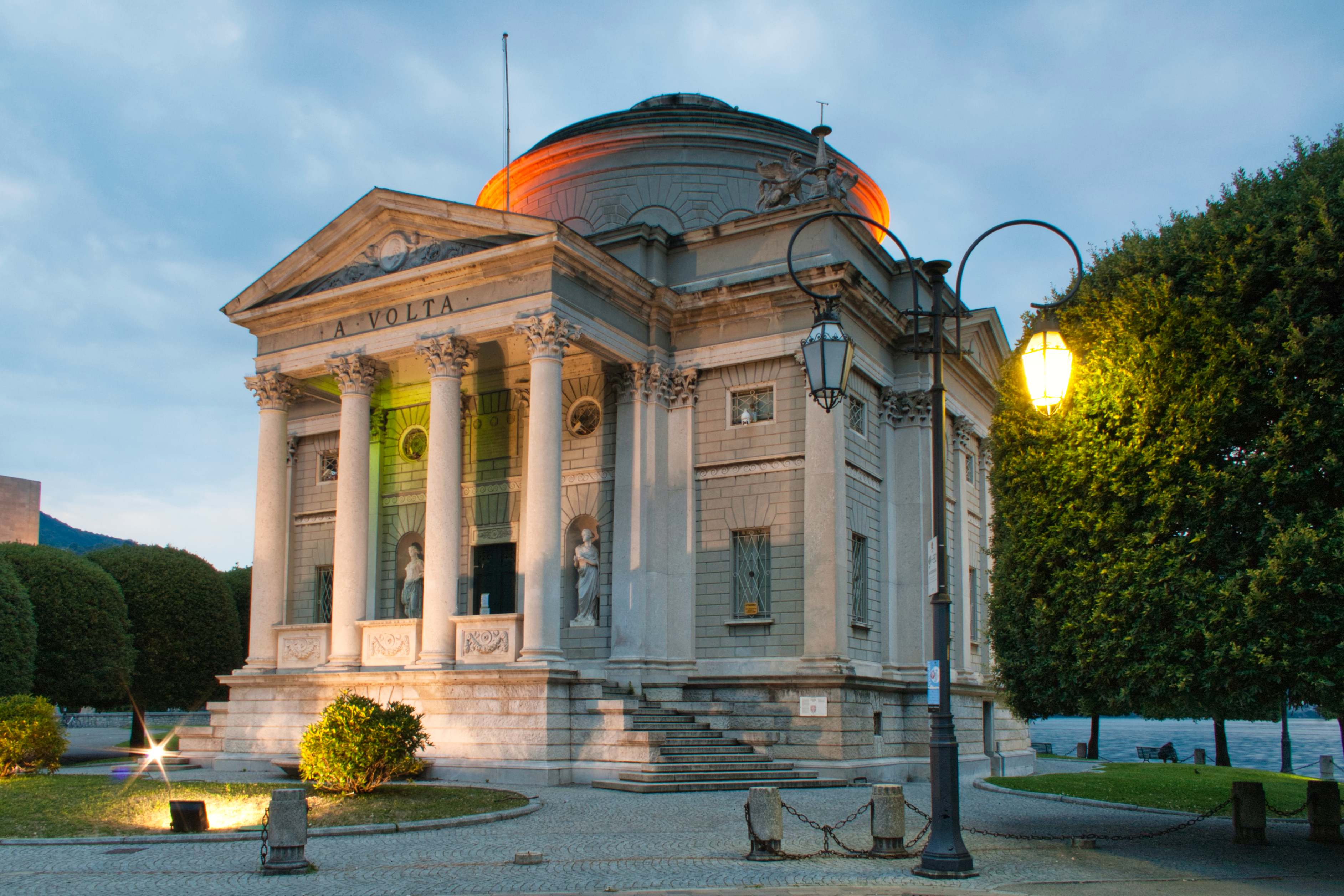
Il Tempio voltiano

- Museo didattico della Seta di Como
- Museo di fisica, presso il Liceo classico e scientifico Alessandro Volta
- Porta di Como Romana[28][29]
- Museo "Beata Chiara Bosatta"[52].
- Museo "Rivarossi" dei Treni in Miniatura
- Museo delle scienze Casartelli
- Museo Studio del Tessuto
- Museo “Don Luigi Guanella”
- Museo Rifugi Antiaerei Como[53]
- Museo Como 1907[54]

Aree periodicamente riservate a mostre ed esposizioni 
- Villa Olmo
- Spazio culturale Achille Ratti

### Media

#### Stampa
- La Provincia, il più diffuso quotidiano cittadino.
- Comonews, quotidiano di notizie h24 su Como e Provincia
- Como e dintorni, rivista mensile di storia, arte, cultura attualità e turismo.[55]
- Magic Lake, magazine di natura, cultura e imprenditorialità del territorio lariano.

#### Radio
- CiaoComo Radio
- Comoradio International, emittente radiofonica della città

#### Televisione
- Espansione Tv

### Teatri

#### In attività
- Teatro Sociale di Giuseppe Cusi, completato da Luigi Canonica nel 1813. Ospitò Franz Liszt, Niccolò Paganini, Giuditta Pasta.
- Cine - Teatro La Lucernetta ex Cinema dei Ragazzi, ora teatro del Centro di Como. Fu edificato laddove un tempo si trovava una chiesa dedicata a San Sisto,[56] attestata nella pieve di Zezio già alla fine del Duecento[57].

#### Non più attivi
- Teatro Cressoni: nato per iniziativa di Annibale Cressoni, fu progettato da Pietro Luzzani nel 1870. Vi cantò Luisa Tetrazzini e vi recitarono Edoardo Ferravilla ed Ermete Zacconi. Dopo essere stato trasformato in cinematografo, nel 1997 fu chiuso e nel 2018 convertito in edificio residenziale.
- Teatro Politeama: progettato nel 1910 dall'architetto comasco Federico Frigerio (Palazzo Plinius, Tempio voltiano), per più di mezzo secolo è stato la seconda sala cittadina. La sua costruzione iniziò nel 1907 e subito venne inteso non solo come teatro, ma come centro destinato a più funzioni: per questo vennero progettati al suo interno un ristorante e un albergo.

### Eventi

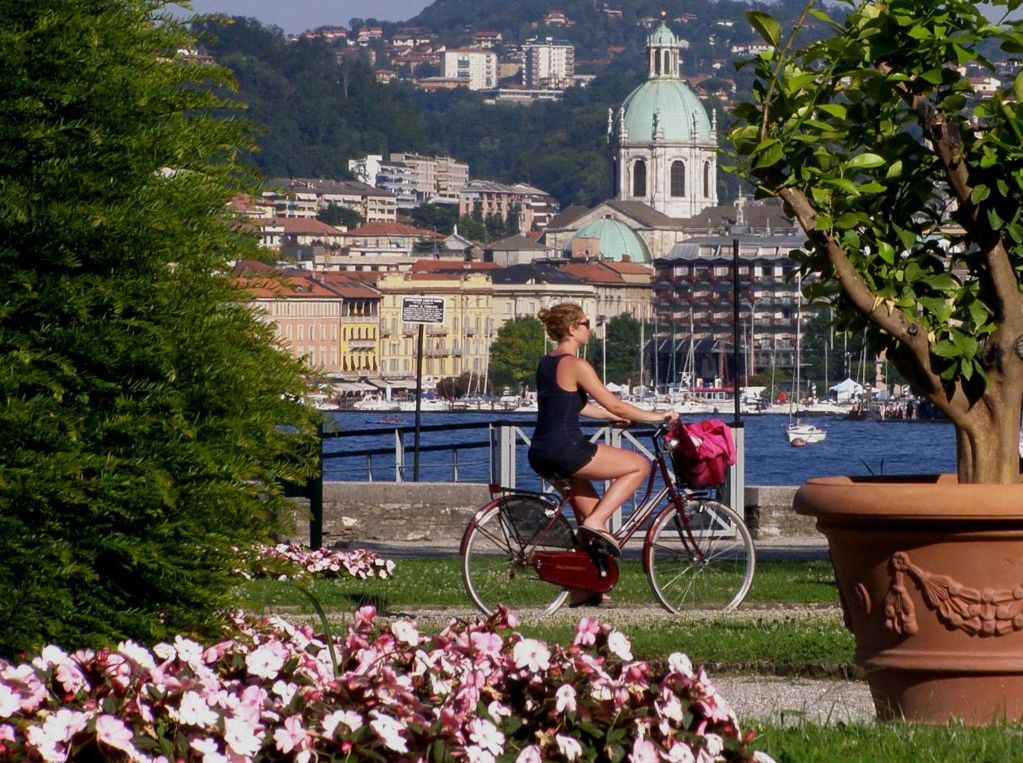
Il parco pubblico di Villa Olmo

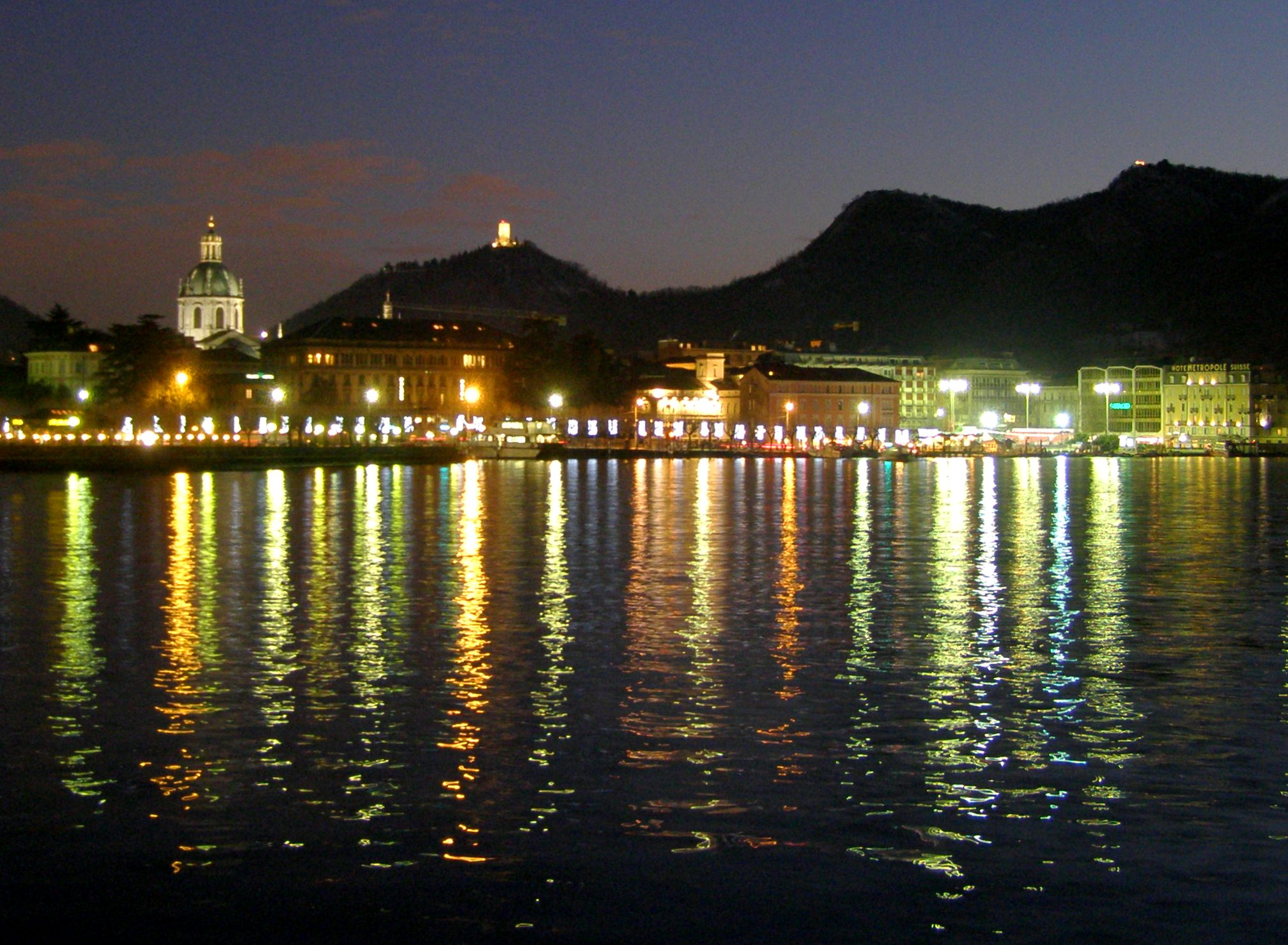
Como di sera

- Festival Como Città della Musica - Festival estivo organizzato dal Teatro Sociale di Como e dal Comune dedicato alla musica nei luoghi più caratteristici e suggestivi della città. Da Villa Olmo a Palazzo Natta, dal Castel Baradello al Chiostro di Sant'Abbondio un susseguirsi di appuntamenti ricchi di emozioni e suoni per ogni età. Una lunga festa che nel mese di luglio anima la città.
- Parolario - Manifestazione culturale legata alla fiera del libro, che vede la partecipazione di alcuni tra i maggiori nomi della letteratura e del giornalismo italiano. Si svolge all'inizio di settembre per due settimane.
- La Città dei Balocchi - È così nominata la manifestazione natalizia rivolta inizialmente ai bambini, oggi trasformata in un'attrazione per il turismo invernale grazie al "Magic Light Festival", con l'illuminazione speciale di tutti i monumenti. Dura oltre un mese.
- All'inizio di settembre si svolge a Como il Palio del Baradello[58], rievocazione storica che prende il nome dal Castel Baradello. Fonti storiche narrano che nel "mese di giugno, anno del Signore 1159, l'imperatore Federico I di Svevia, dopo aver sconfitto Milano e la Lega Lombarda con il determinante contributo delle truppe di Lodi, Cremona, e Pavia ma soprattutto comasche, riconoscente, giunge in visita a Como. La città alleata gli tributa gran festa e accoglienza: si organizzano in suo onore gran banchetti, luminarie, parate e gare sul lago." Il palio nasce nel 1981 e coinvolge le contrade storiche della città (Borgo di Rebbio, Borgo di Sant'Agostino, Borgo della Roggia Molinara, Contrada della Cortesella, Borgo di Camerlata, Borgo di San Martino, Borgo di Tavernola) e alcuni comuni del territorio lariano (Brienno e Cernobbio) che si sfidano per la conquista del “pallium”, drappo di seta dipinto a mano, ogni anno, da valenti artisti comaschi. Esso si articola attraverso tre gare ufficiali: la cariolana, corsa storica con le carriole, la giostra del saraceno, dove il Cavaliere di ciascun Borgo scende in campo galoppando sul proprio destriero e cerca di colpire il bersaglio del simulacro prima del proprio antagonista, sceso anch'esso in campo, ottenendo in tal modo il diritto a incontrare l'avversario successivo e il tiro alla fune, che ha sostituito dal 2005 la regata, gara remiera con le caratteristiche lucie.
- Il LakeComo Festival[59], fondato nel 2006 propone una stagione musicale di musica da camera classica e contemporanea utilizzando ville e sedi storicamente rilevanti del lago di Como e proponendo importanti artisti internazionali. La sezione primaverile si svolge principalmente sul lago e in Brianza, la sezione autunnale riserva invece una finestra sulla città di Como e utilizza come sede la pinacoteca civica.
- Festival della Luce[60] - Festival culturale primaverile fondato nel 2013, che si riallaccia alla tradizione scientifica di Como, città natale di Alessandro Volta che, con l'invenzione della pila, ha aperto la strada alle innumerevoli applicazioni dell'elettricità. Il Festival della Luce richiama in città alcuni tra i più importanti scienziati e studiosi a livello nazionale e internazionale, con la presenza di due premi Nobel nelle ultime due edizioni. Il Festival è organizzato dalla Fondazione Alessandro Volta e promosso e sostenuto dall'Associazione Città della Luce.
- Centomiglia del Lario[61] - gara di motonautica organizzata dallo Yacht Club Como, viene disputata ogni anno tradizionalmente nel mese di ottobre. La prima edizione risale al 1949 ed è la seconda gara di motonautica più longeva d'Italia dopo la Pavia-Venezia
- Il Giro di Lombardia - in alternanza con Bergamo, Como è ogni anno sede di arrivo o di partenza della "classica delle foglie morte", ovvero l'ultima delle gare monumento riservate alle squadre ciclistiche professionistiche.

## Geografia antropica

### Suddivisioni amministrative

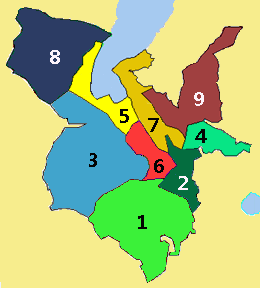
Circoscrizioni di Como

Circoscrizioni - Quartieri (evidenziando gli ex comuni autonomi)
1. Albate - Muggiò - Acquanera - Trecallo
2. Lora
3. Camerlata - Breccia - Rebbio - Prestino
4. Camnago Volta
5. Como Centro - Como Ovest
6. Como Borghi
7. Como Nord - Como Est
8. Monte Olimpino - Ponte Chiasso - Sagnino - Tavernola
9. Civiglio - Garzola

## Economia
Sin dal Medioevo il territorio comasco ha avuto una notevole vocazione tessile, in particolare tra l'XI e il XVII secolo dominava il lanificio (con concentrazioni quasi industriali nei borghi comaschi lungo il Cosia, come l'attuale via Pannilani, e nel vicino centro di Torno). Nel corso del XIV e XV secolo il tessile comasco si specializzò in lane di uso comune, fustagni e tessuti economici, parallelamente però iniziò a diffondersi, verso la fine del Quattrocento, l'industria serica. Nel corso del Seicento il lanificio italiano, e comasco, attraversò un periodo di forte contrazione e crisi, subendo la concorrenza dei tessili nord-europei, mentre la produzione di sete resse, e nel corso del Settecento, soprattutto come seta greggia e semilavorata prodotta nelle immediate vicinanze della città, crebbe. Nel corso del XIX secolo, soprattutto dopo l'unificazione nazionale, il settore tessile comasco iniziò a mostrare segni di dinamismo, con una precoce industrializzazione e una certa capacità di attrazione di capitali esteri. Al principio del Novecento Como era una città a forte vocazione industriale con un ampio spettro di sotto settori specifici (stampa su tessuto, cravatte, sete pregiate, calze, tessuti generici, dopo la seconda guerra mondiale anche disegno per tessuti, moda e coloranti per tessuti); questa crescita avvenne anche ponendo in crisi e facendo una feroce concorrenza alle realtà industriali del nord Europa (inglesi, olandesi e francesi) che due secoli prima aveva soppiantato l'Italia nel primato dell'industria tessile. Il settore conobbe però una dura crisi, da cui non si è più del tutto ripreso (soprattutto per numero di addetti) all'inizio degli anni 1990, seguita da altre contrazioni; nel territorio comasco e nei comuni circumvicini è però ancora allocata una forte presenza di industrie tessili, anche se quelle specializzate su prodotti di alta gamma, di lusso o di marca hanno attraversato il trentennio di contrazione con una maggiore capacità di adattamento e con prospettive migliori.
L'edizione 2013 del Rapporto annuale sull'economia comasca del servizio Studi e Statistica della Camera di Commercio di Como offre uno spaccato puntuale dell'economia dell'area.
Analizzando la consistenza delle imprese attive per settore di attività, si rileva la prevalenza del comparto del terziario, con 26 516 unità attive e un'incidenza in crescita pari al 60% del totale. Seguono per importanza le costruzioni (8 638 unità, con un peso sotto il 20%) e il manifatturiero (6 672 imprese, con un'incidenza pari al 15% del totale).
Per quanto riguarda i principali mercati di destinazione dei prodotti comaschi, al primo posto si posiziona la Germania, che assorbe il 13,5% dell'export di Como e al secondo posto la Francia. Anche i Paesi al di fuori dell'UE hanno aumentato la loro rilevanza, passando da un'incidenza del 40,8% (anno 2008) al 46,9% (anno 2013). Il settore tessile si conferma al primo posto nelle esportazioni.
Nella voce servizi, il turismo estero ha ottenuto il massimo storico di 701 938 arrivi (+0,3%). Il soggiorno medio è pari a poco più di due giorni per i turisti italiani e a poco meno di tre giorni per i turisti stranieri. Gli esercizi extralberghieri hanno confermato il notevole dinamismo degli ultimi anni, crescendo di ventuno unità grazie ai bed & breakfast e agli alloggi in affitto gestiti in forma imprenditoriale. Nel corso del 2013 gli arrivi dei turisti che hanno optato per una struttura alberghiera sono stati l'83,5% del totale.
Infine, nel comasco emergono tre ambiti di crescita e nuove opportunità: la nautica, le industrie culturali e creative e il florovivaismo. Quest'ultimo settore, inteso in senso lato come “filiera del verde”, comprende non solo il verde a uso di abitazioni private, ma anche il mantenimento e miglioramento del paesaggio e delle condizioni di vita nelle città attraverso la creazione del verde urbano.
Il turismo è stato sempre appannaggio dei paesi del centro-lago. In città, il fenomeno ha conosciuto un recente incremento grazie a una serie di produzioni cinematografiche e televisive come Ocean's Twelve, Casino Royale e Guerre stellari, e all'arrivo di personaggi di fama internazionale (ad esempio Anna Oxa, Madonna, Ivana Spagna, George Clooney, Brad Pitt, Richard Branson, Gianni Versace e tanti altri), versione moderna del tradizionale soggiorno di tipo aristocratico e letterario che ha caratterizzato il Lario nei secoli passati.
Nel settore dell'artigianato è diffusa e pregiata la lavorazione dell'argento, finalizzata alla produzione di oggetti in stile tradizionale e quella del ferro battuto applicata agli edifici pubblici.

## Infrastrutture e trasporti

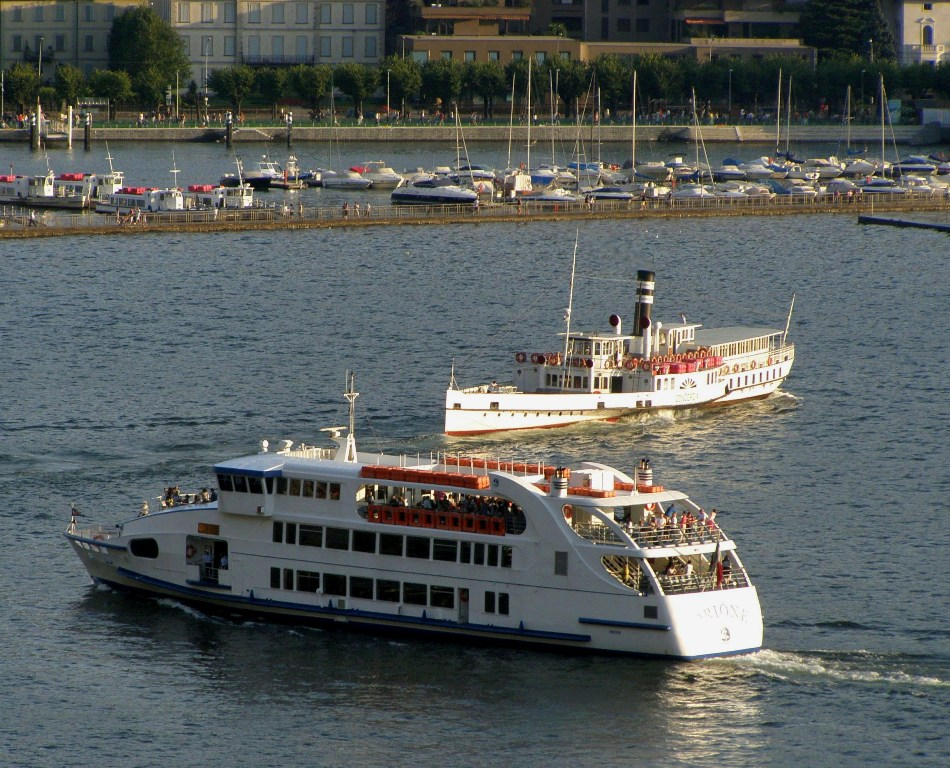
Battelli in manovra. Le crociere sul lago sono una caratteristica tipica della città

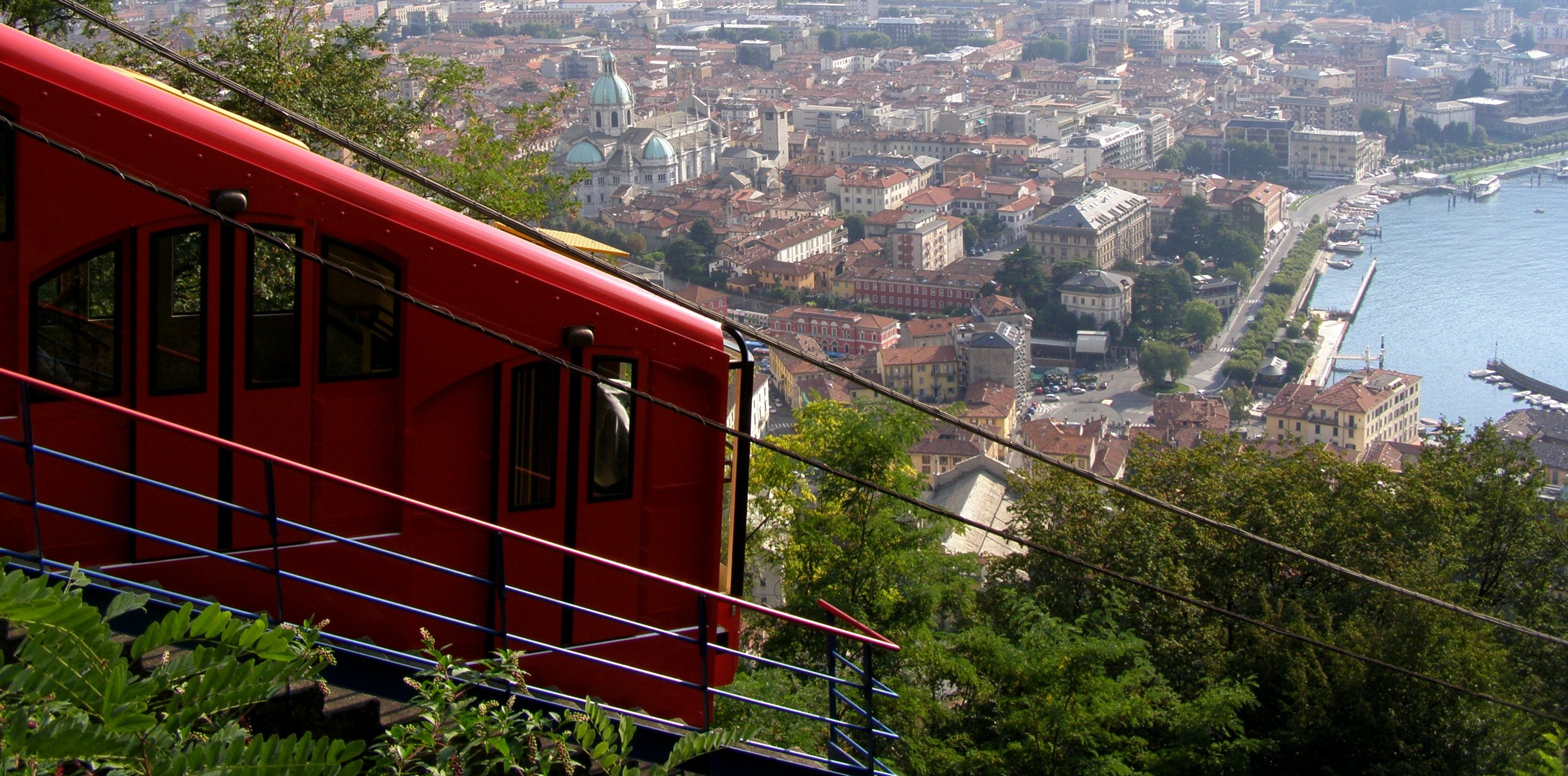
La funicolare per Brunate

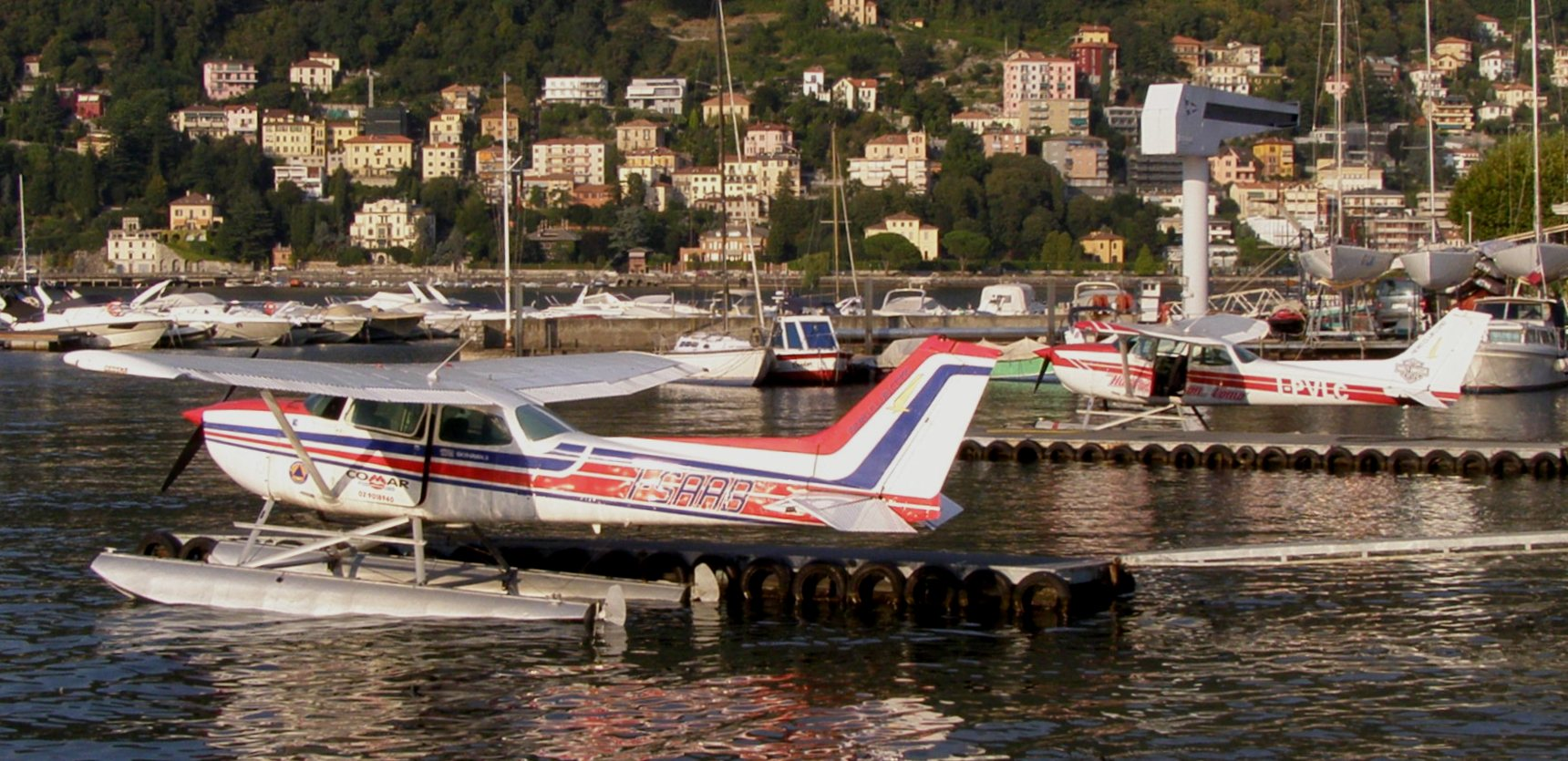
L'idroscalo internazionale

### Strade

#### Autostrade
Il comune è attraversato dall'autostrada dei Laghi A9. Nell'area tra Albate e Camerlata ha inoltre origine l'autostrada A59, che interseca la A9 poco più a sud della barriera di Grandate.

#### Strade statali
Il territorio di Como è attraversato dalle seguenti strade statali:
- strada statale 342 Briantea, che a Lora e a Breccia interseca i flussi di traffico diretti lungo sull'asse est-ovest del territorio comunale;
- strada statale 35 dei Giovi, che da Ponte Chiasso attraversa da nord a sud il territorio cittadino fino al confine con Grandate;
- strada statale 340 Regina, che partendo dall'incrocio tra via Bellinzona (strada statale 35 dei Giovi) e via Cernobbio costeggia la sponda occidentale esterna del Lario;
- strada statale 583 Lariana, che partendo da via Torno costeggia la sponda occidentale interna del lago di Como.

### Ferrovie

Mappa del nodo ferroviario

Como è collegata alle altre città lombarde (Milano inclusa) tramite il servizio ferroviario suburbano di Milano (linee S) e tramite il servizio ferroviario regionale (linee R-RE). Il collegamento con il capoluogo lombardo venne realizzato nel 1875.
Nel territorio comunale sono presenti sei stazioni ferroviarie:
- Como San Giovanni, sulla ferrovia Milano-Como-Chiasso
- Albate-Trecallo, sulla linea Como-Lecco
- Como Lago, Como Borghi e Grandate-Breccia, sulla ferrovia Como-Saronno
- Como Camerlata, in comune sulle ferrovie Milano-Como-Chiasso, Como-Lecco e Como-Saronno.

Fino al 1966 era in funzione anche la linea Como-Varese sempre delle Ferrovienord che collegava direttamente con Varese Nord.

### Tranvie
Nella prima metà del XX secolo la città era inoltre collegata alle località vicine mediante un'estesa rete di tranvie provinciali strutturata mediante le seguenti linee:
- Como-Cernobbio-Maslianico
- Como-Appiano Gentile-Mozzate
- Como-Cantù-Asnago
- Como-Erba-Lecco
- Como-Fino-Saronno

#### Funicolare
La Funicolare Como-Brunate è attiva dal 1894.

### Navigazione
La navigazione lacustre di linea è attiva dal 1826 con numerosi servizi tra la città e i paesi della sponda (vedi lago di Como).
Fino al 1871, il porto di Como era situato in corrispondenza dell'attuale Piazza Cavour, ottenuta dall'interramento dell'area.

### Aeroporti
In città è attivo l'Idroscalo Internazionale di Como, gestito dall'Aero Club Como, dove ha sede una scuola di volo per l'addestramento di piloti d'idrovolante unica in Europa. 
Inoltre, vi è presente una scuola di paracadutismo.

### Mobilità urbana
La rete dei trasporti pubblici urbani è dotata di 9 linee di autobus gestite da ASF Autolinee (ex SPT Linea).
La rete dei trasporti extraurbani (C) è gestita principalmente da ASF Autolinee e, in misura minore, dalla Ferrovie Nord Milano Autoservizi ed è composta da linee che collegano Como ai comuni della provincia e a Varese, Lecco e Bergamo. Alcune di esse hanno sostituito, dal 1966, la soppressa ferrovia Como-Varese delle Ferrovie Nord Milano.
In passato la città fu servita dal 1906 al 1952 da una rete tranviaria, in seguito sostituita da una rete filoviaria dal 1938 al 1978.

## Amministrazione

### Gemellaggi
- Fulda, dal 1960
- Tōkamachi, dal 1975
- Nablus, dal 1998
- Natanya, dal 2004

## Sport
Como ha una lunga tradizione sportiva, legata per lo più all'acqua, essendo la città affacciata sul lago omonimo.

### Calcio

Una formazione del Como nella stagione 1983-1984, durante un decennio di stabile militanza in Serie A

Il Como 1907, fondato il 25 maggio 1907, è la principale società calcistica cittadina. Nella sua storia ha disputato 13 campionati di Serie A e 36 di Serie B; nel 1996-1997 ha conquistato la Coppa Italia Serie C e nel 2007-2008 la Coppa Italia Serie D. Gioca le partite casalinghe presso lo stadio Giuseppe Sinigaglia. È stato rifondato due volte (nel 2005 e nel 2017) e milita in Serie A.
A livello femminile la società più importante è il Como 2000. Questo club, fondato nel 1997, ha disputato otto campionati di Serie A e sette di Serie A2.
Le principali società di calcio dilettantistiche si trovano nei maggiori quartieri cittadini, come ad esempio Albate (dove giocano Albate Calcio e Albatese), Sagnino e Rebbio. Alcune società storiche (come la Lario, fondata nel 1909) o comunque capaci di raggiungere il campionato di Eccellenza (come il Lora Lipomo 1962) sono scomparse. Per sopravvivere, altre storiche società, come Cittadella (fondata in convalle nel 1945), Ardita (fondata a Rebbio nel 1934) e Ardisci e Spera (fondata nel 1906) hanno invece unito le proprie forze, fondendosi o tra di loro (nel caso di Ardita e Cittadella) o con società di paesi limitrofi (come nel caso dell'Ardisci e Spera, unitasi alla squadra di Maslianico). Nella Polisportiva Libertas, squadra dell'oratorio di San Bartolomeo tirò i primi calci il famoso e compianto Gigi Meroni. Il campione del mondo di Germania 2006 Gianluca Zambrotta mosse invece i primi passi nell'Alebbio (altra formazione del quartiere di Rebbio). Sempre a Como ha sede l'U.S. Tavernola militante in seconda categoria.

### Canottaggio
Il canottaggio è rappresentato dalla Società Canottieri Lario Giuseppe Sinigaglia, fondata nel 1891. Si tratta di una delle più importanti società italiane di canottaggio e ha fornito diversi atleti alla Nazionale italiana, anche in occasione dei giochi olimpici. Giuseppe Sinigaglia, che fu il primo italiano a vincere la Diamond Challenge Sculls, è anche il più famoso atleta della società, che prese il suo nome per onorarne la memoria di caduto di guerra. Diciassette equipaggi della società hanno conquistato la medaglia d'oro ai campionati del mondo, cinque lo hanno fatto nei campionati europei mentre le vittorie in ambito nazionale sono un centinaio. La Canottieri Lario ha ricevuto la Stella d'oro al merito sportivo del Comitato olimpico nazionale italiano nel 1967.
A pochi passi dalla sede dei canottieri si trova lo Yacht Club Como, società nata dalla fusione di due distinte entità: il Circolo della Vela Como e la Motonautica Italiana Lario.

### Ciclismo
Per sette volte Como è stata sede di arrivo di una tappa del Giro d'Italia, la prima nel 1937 e l'ultima nel 2019.
- 1937 19ªa tappa San Pellegrino Terme-Como, vinta da Marco Cimatti
- 1952 13ª tappa Bergamo-Como, vinta da Alfredo Pasotti
- 1952 14ª tappa Erba-Como (cron. individuale), vinta da Fausto Coppi
- 1957 17ªa tappa Varese-Como, vinta da Alessandro Fantini
- 1957 17ªb tappa Como-Como, vinta da Rik Van Steenbergen
- 1987 20ª tappa Madesimo-Como, vinta da Paolo Rosola
- 2019 15ª tappa Ivrea-Como, vinta da Dario Cataldo

Il lungolago è stato teatro dell'arrivo del Giro di Lombardia in quasi tutte le edizioni della classica.
Da ricordare anche le medaglie d'oro conquistate ai giochi di Los Angeles 1932 da Paolo Pedretti e ai Giochi di Barcellona 1992 da Fabio Casartelli.

### Hockey su ghiaccio
L'Associazione Hockey Como, fondata nel 1971, ha disputato due tornei di Serie A e altrettanti di Serie A2.
Per alcuni anni è stata attiva una squadra femminile, l'Hockey Club Lario Halloween, la quale ha disputato tutti i campionati dal 1990-1991 al 2006-2007, arrivando in sei occasioni al 3º posto. La società si è dissolta nel 2007.

### Pallacanestro
La Pool Comense 1872, sezione di pallacanestro femminile della Ginnastica Comense 1872, è la squadra più titolata d'Italia avendo conquistato 15 scudetti (record), 5 Coppe Italia e 6 Supercoppe italiane, anche questo un record nazionale. A livello internazionale ha vinto la EuroLeague Women nel 1993-1994 e 1994-1995 e il Mundialito nel 1996. La squadra dopo aver concluso la stagione 2011-2012 al 6º posto in Serie A1 decide di non iscriversi ai successivi campionati per tornare attiva nel 2015 e partecipare alla serie B nazionale.
La squadra maschile più importante è quella della Pallacanestro Como, con trascorsi in Divisione Nazionale B. In passato è esistita anche una Ginnastica Comense 1872 maschile che ha disputato il girone finale del campionato italiano nel 1922 e nel 1923.

### Pallanuoto
In città sono presenti due società pallanuotistiche.
La Como Nuoto, che gioca il campionato nazionale di Serie A2, ha conosciuto anche la gloria internazionale con la conquista, nel 1994, della Coppa COMEN. Nella sua storia ha partecipato in totale a otto edizioni del massimo campionato. 
La stessa società possiede una sezione di pallanuoto femminile che disputa, dalla stagione 2021/22, il torneo di Serie A1.
L'altra società cittadina è la Pallanuoto Como, partecipante al campionato di Serie C. Il presidente è Giovanni Dato.

### Rugby
È presente una squadra di rugby, fondata nel 2005, il Rugby Como, che si allena al Centro Sportivo Belvedere e che promuove un programma di diffusione dello sport nelle scuole della città.

### Scherma
La Ginnastica Comense 1872 è principalmente nota per la sua sezione di scherma che ha avuto, tra i suoi allievi, anche la medaglia olimpica di Melbourne 1956 Antonio Spallino e quella di Londra 2012 Arianna Errigo.

### Ultimate
A Como è presente anche una squadra di ultimate, i FrasbaDalLac, vincitrice, tra l'altro, del premio Spirit of The Game nel campionato italiano open di Ultimate del 2006.

## Galleria d'immagini

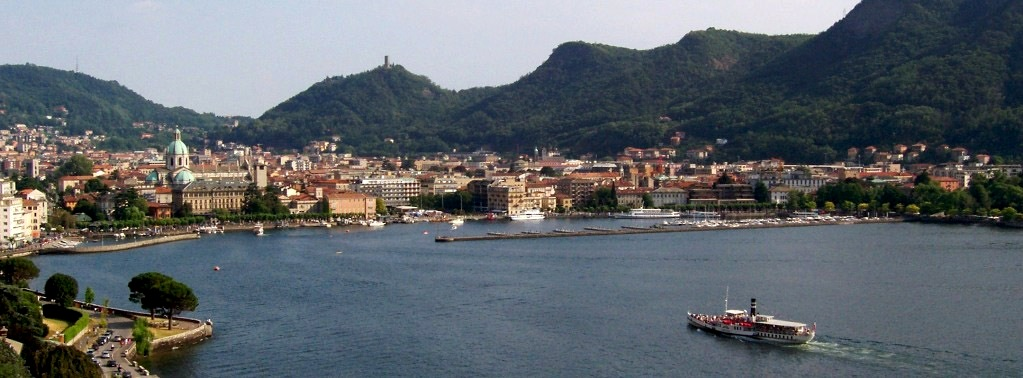
Panorama di Como dal Lago
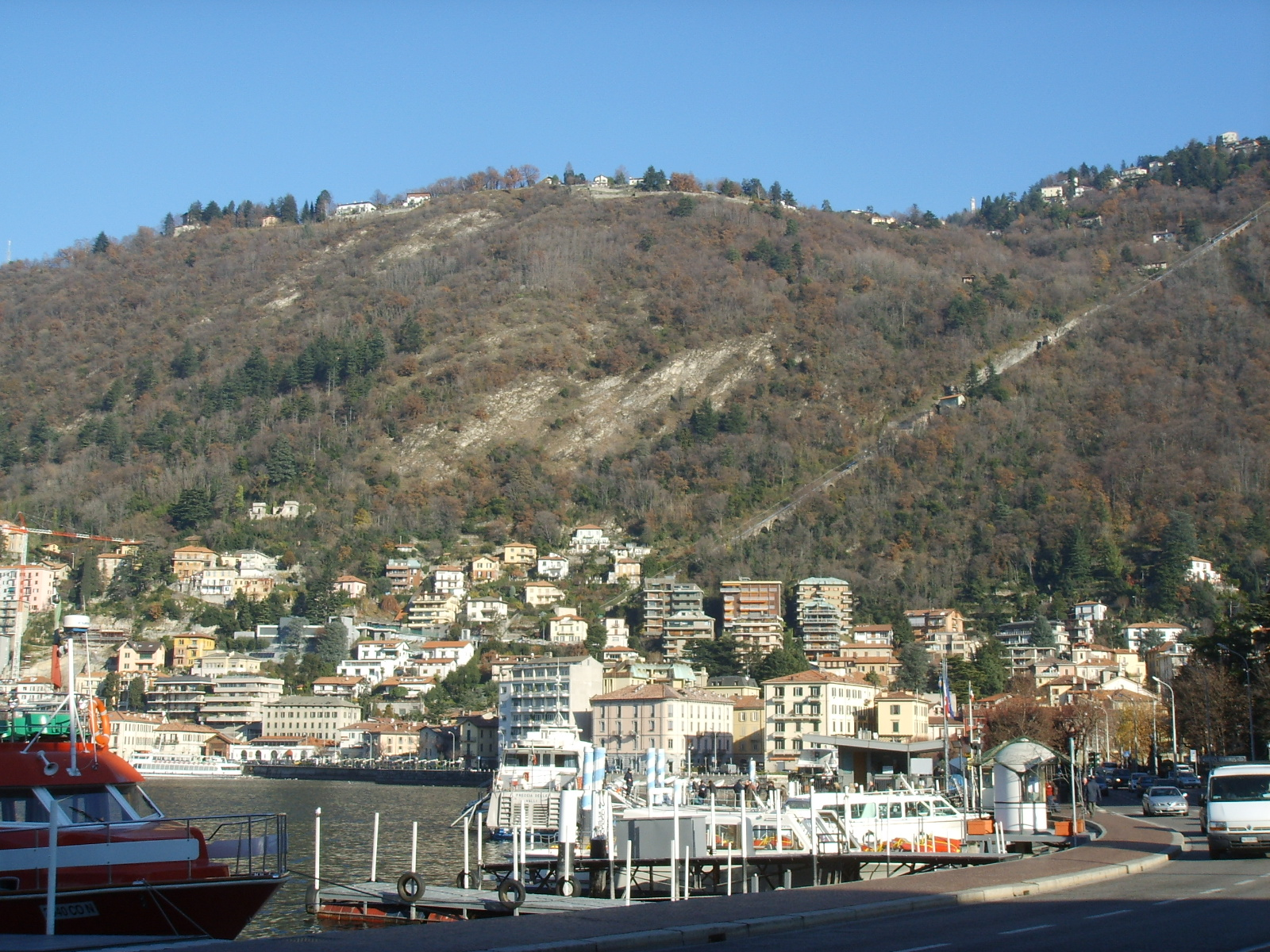
Funicolare Como - Brunate
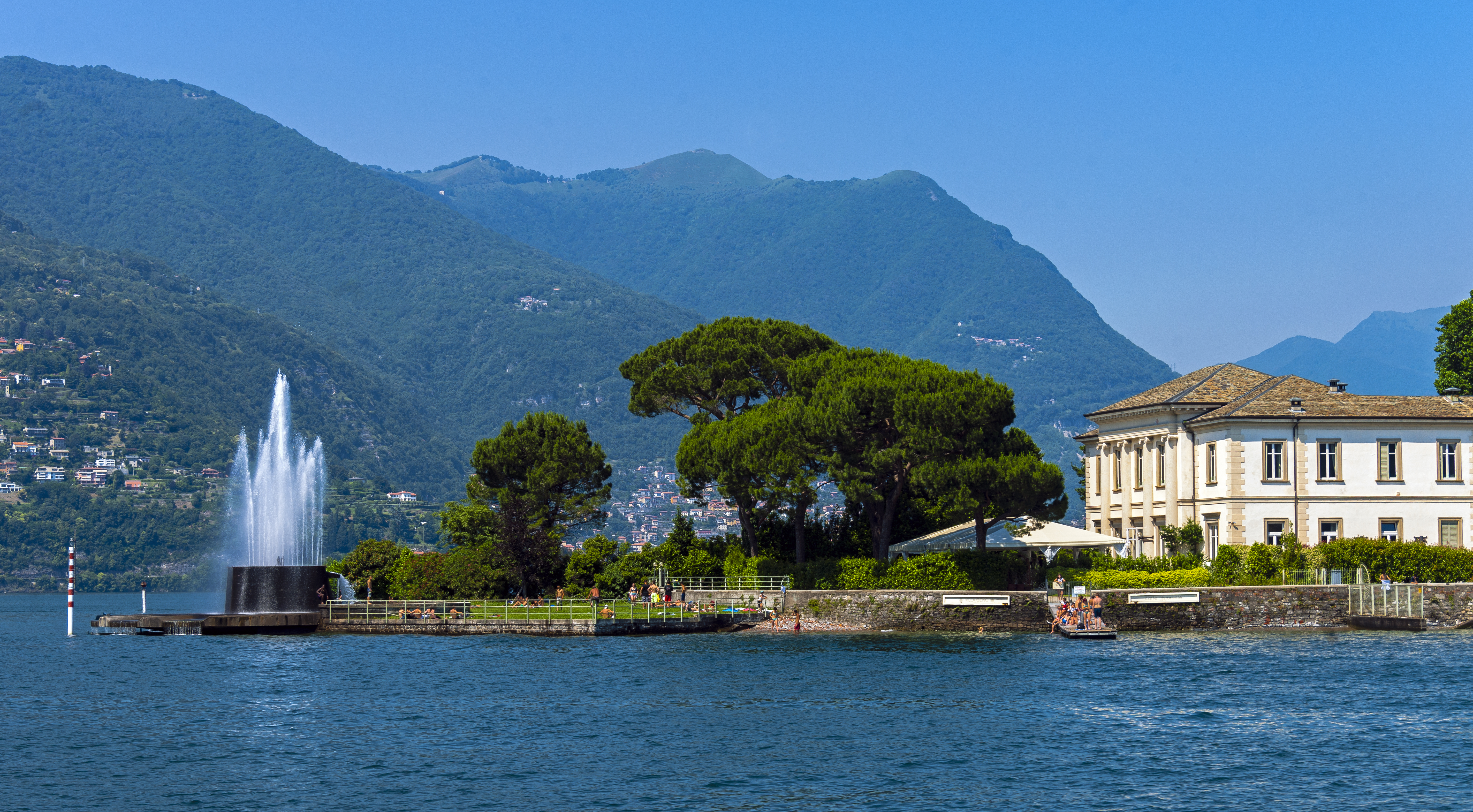
Villa Geno
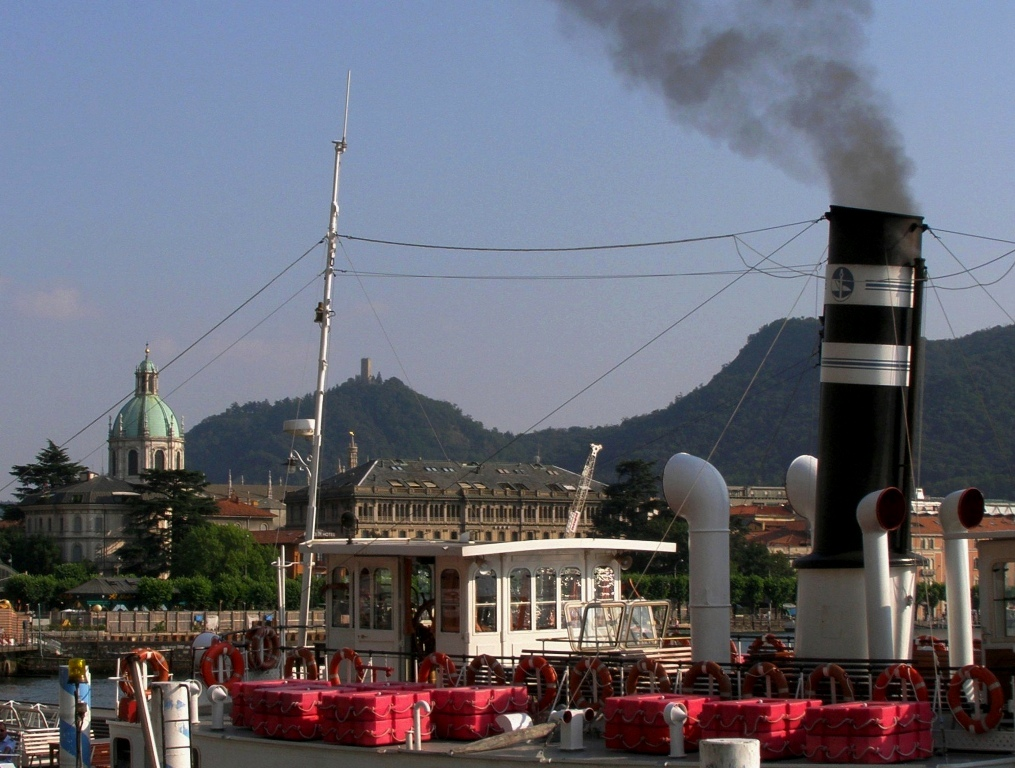
Tipico scorcio dei battelli, della cupola del Duomo e del castel Baradello (sulla collina)
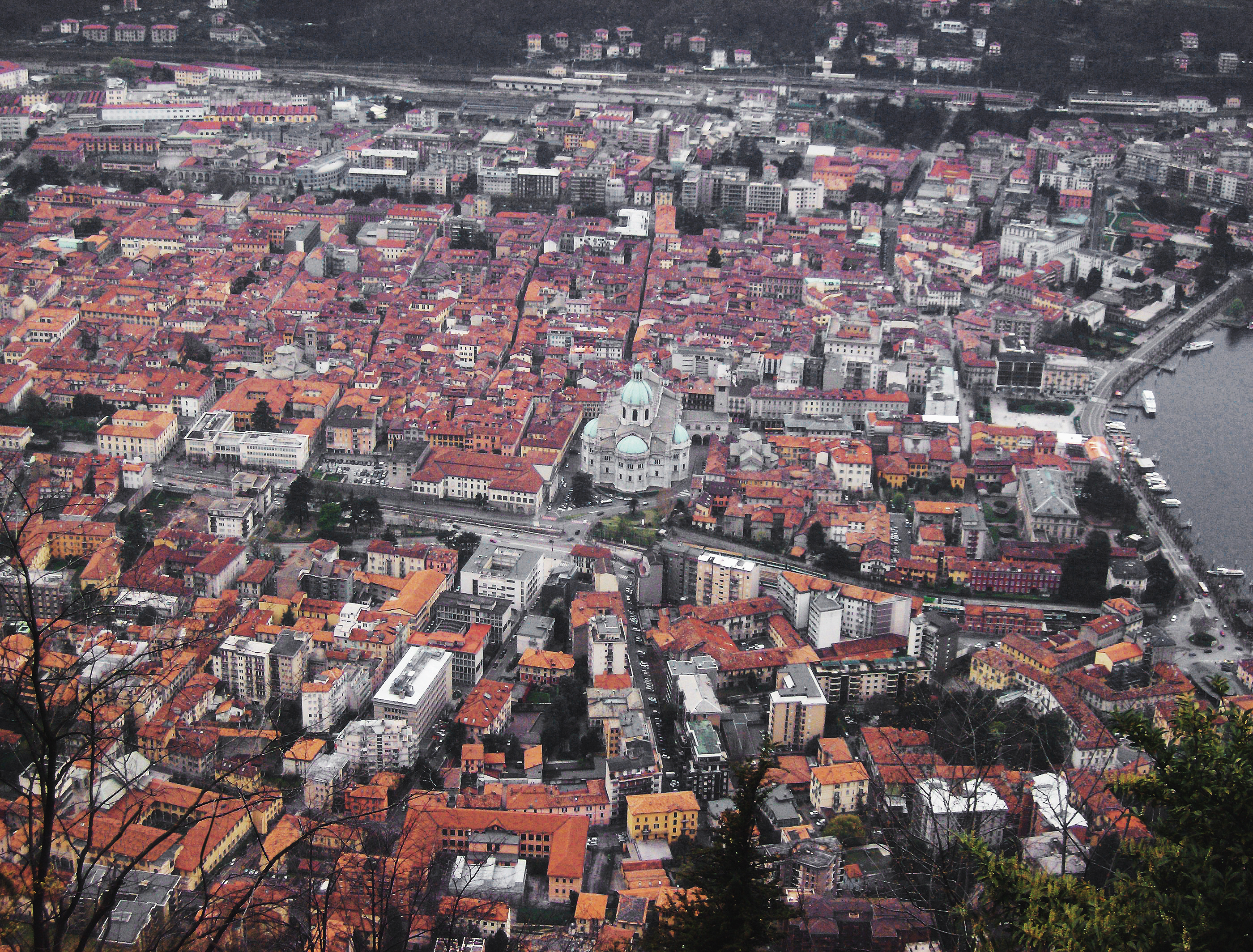
Veduta di Como da Brunate
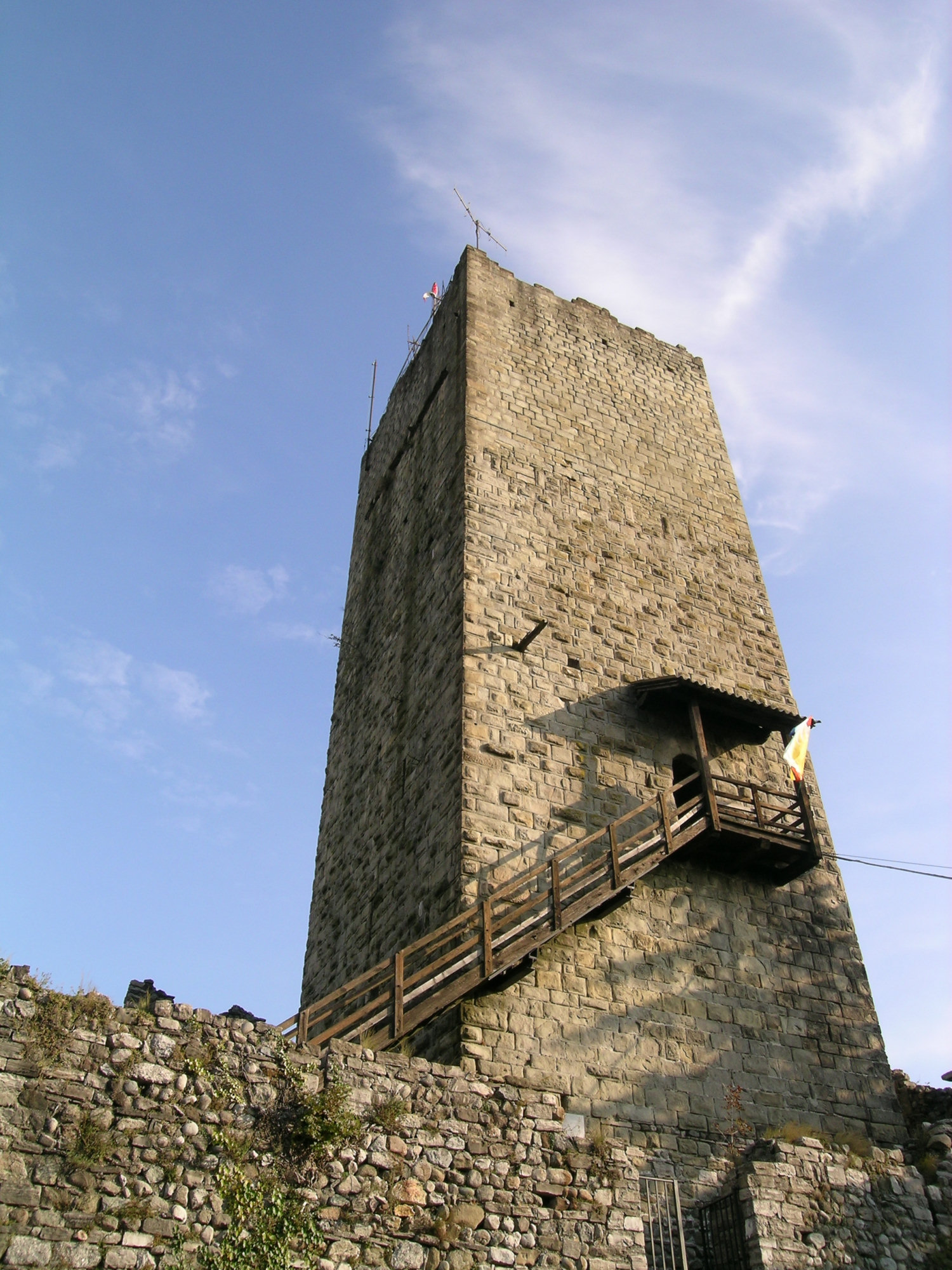
Castel Baradello